# Mitologia greca

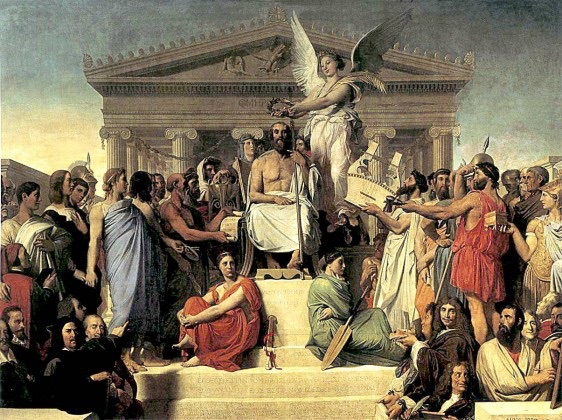
Illustrazione dei dodici dèi dell’Olimpo; su un trono, incoronato con una regalia d’alloro, Omero.

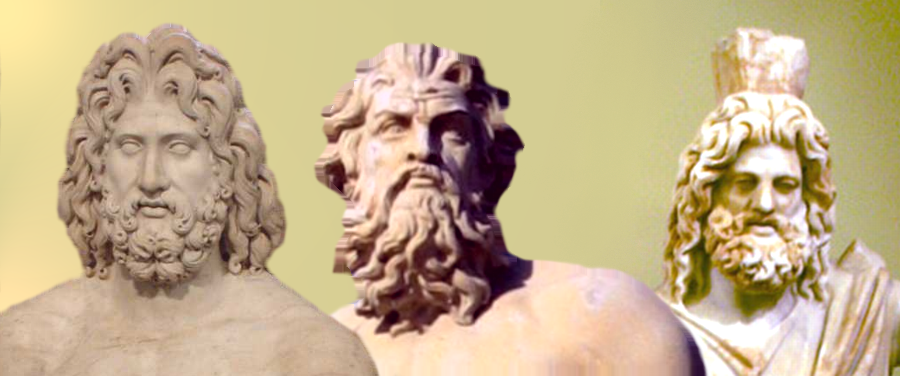
La trinità greca e la distribuzione dei tre regni della Terra: Zeus (dio dei cieli), Poseidone (mari e oceani) e Ade (mondo sotterraneo e Inferi).

La mitologia greca è la raccolta e lo studio dei miti appartenenti alla cultura religiosa degli antichi greci e che riguardano, in particolare, i loro dèi ed eroi. I miti greci furono raccolti in cicli che concernono le differenti aree del mondo ellenico. Unico elemento unificante è la composizione del pantheon greco, costituito da una gerarchia di figure divine che rappresentano anche le forze o gli aspetti della natura. Gli studiosi contemporanei studiano e analizzano gli antichi miti nel tentativo di fare luce sulle istituzioni politiche e religiose dell'antica Grecia e, in generale, di tutta l'antica civiltà greca.
Si compone di una vasta raccolta di racconti che spiegano l'origine del mondo ed espongono dettagliatamente la vita e le avventure di un gran numero di dèi e dee, eroi ed eroine e altre creature mitologiche. Questi racconti inizialmente furono composti e diffusi in una forma poetica e compositiva orale, mentre sono invece giunti fino a noi principalmente attraverso i testi scritti dalla tradizione letteraria greca.
Le più antiche fonti letterarie conosciute, i due poemi epici Iliade e Odissea, concentrano la loro attenzione sugli eventi che ruotano attorno alla vicenda della guerra di Troia. Altri due poemi quasi contemporanei alle opere omeriche, la Teogonia e Le opere e i giorni scritti da Esiodo, contengono invece racconti che riguardano la cosmogonia, la cronologia dei sovrani celesti, il succedersi delle età dell'uomo, l'inizio delle sofferenze umane e l'origine delle pratiche sacrificali. Diversi miti sono contenuti anche negli Inni omerici, nei frammenti dei poemi del Ciclo epico, nelle poesie dei lirici greci, nelle opere dei tragediografi del V secolo a.C., negli scritti degli studiosi e dei poeti dell'età ellenistica e negli scrittori come Plutarco e Pausania.
Gli argomenti narrati dalla mitologia greca furono anche rappresentati in molti manufatti: i disegni geometrici sulla superficie di vasi e piatti risalenti anche all'VIII secolo a.C.ritraggono scene ispirate al ciclo della guerra di Troia o alle avventure di Eracle. Anche in seguito, sugli oggetti d'arte saranno rappresentate scene tratte da Omero o da altri miti, così da fornire agli studiosi materiale supplementare a supporto dei testi letterari.
Ebbe una grandissima influenza sulla cultura, le arti e la letteratura della civiltà occidentale e la sua eredità resta tuttora ben viva nei suoi linguaggi e nelle sue culture. È stata sempre presente nel sistema educativo, a partire dai primi gradi dell'istruzione, mentre poeti e artisti di tutte le epoche si sono ispirati a essa, mettendo in evidenza la rilevanza e il peso che i temi mitologici classici potevano rivestire in tutte le epoche della storia.

## Descrizione

### MýthoseLógos: origine dei termini e procedere del loro significato nella cultura greca
Il termine "mito" (μῦθος, mýthos) possiede in Omero ed Esiodo il significato di "racconto", "discorso", "storia".
Un racconto "vero", pronunciato in modo autorevole perché «non c'è nulla di più vero e di più reale di un racconto declamato da un vecchio re saggio».
Nella Teogonia è μύθος ciò con cui si rivolgono le dee Muse al pastore Esiodo prima di trasformarlo in "cantore ispirato".
Diversa è l'origine del lógos (λόγος) che si presenta piuttosto come un "discorso calcolato, ragionato" non necessariamente "vero":
(Michel Fattal, Ricerche sul logos. Da Omero a Plotino, Milano, Vita e Pensiero, 2005, p. 55)
Solo dopo il periodo "omerico" si osserva un cambiamento radicale nei significati dei due termini:
(Maria Michela Sassi, Gli inizi della filosofia: in Grecia, Torino, Boringhieri, 2009, p. 51)
Ciò premesso, con Platone i due termini si incrociano in mythologia (il nostro usa anche mythous légein, mythologein) a significare quel genere di poiésis che si occupa di raccontare "intorno a dèi, esseri divini, eroi e discese nell'aldilà".
(Furio Jesi, Il mito, Milano, Mondadori, 1989, pp. 20-1)

### Cantori "ispirati" dalle Muse: l'origine sacra della mitologia greca
Le più antiche attestazioni della "mitologia" greca corrispondono ai poemi "omerici" e alla Teogonia di Esiodo, ambedue questi contesti di letteratura sacra si contraddistinguono per un preciso incipit che richiama l'intervento di alcune dee indicate con il termine "Muse" (Μοῦσαι, -ῶν).
(Iliade, I; traduzione di Guido Paduano. Milano, Mondadori, 2007, p. 3)
(Odissea, I; traduzione di Giulio Aurelio Privitera. Milano, Mondadori, 2007, p. 5)
(Esiodo, Teogonia, 1-2; traduzione di Graziano Arrighetti, in Opere. Milano, Mondadori, 2007, p. 3)
Le Muse sono le dee che rappresentano l'ideale supremo dell'Arte, create da Zeus secondo il volere degli altri dei. L'arte va intesa come una visione chiara su tutte le cose, terrestri e divine. Esse "possiedono" i poeti; questi sono entheos (ἔνθεος "pieni di Dio"), come ricorda lo stesso Democrito. Essere entheos, è una condizione che «il poeta condivide con altri ispirati: i profeti, le baccanti e le pitonesse».
Le Muse, dunque, sono le dee che donano agli uomini la possibilità di parlare secondo il vero, e, figlie di Mnemosýne (Μνημοσύνη), la Memoria, consentono ai cantori di "ricordare" avendo questa stessa funzione un valore religioso e un proprio culto.

## Fonti
La mitologia greca, ai giorni nostri, può essere conosciuta essenzialmente attraverso la letteratura. Oltre alle fonti scritte possono venire in aiuto anche le rappresentazioni artistiche a carattere mitologico, i cui reperti più antichi risalgono al cosiddetto periodo geometrico (tra il 900 e l'800 a.C.).

### Fonti letterarie
La narrazione di miti ricopre un ruolo molto importante in quasi tutti i generi letterari greci. Ciononostante, l'unico testo completo di genere mitografico a essere sopravvissuto è la Biblioteca dello Pseudo-Apollodoro, opera che tenta di conciliare tra loro i divergenti racconti dei poeti e fornisce un ampio compendio della mitologia greca tradizionale e delle leggende di argomento eroico.
Tra le fonti letterarie dell'epoca più antica, fondamentali sono i due poemi epici di Omero, l'Iliade e l'Odissea. Altri poeti provvidero in seguito a completare il Ciclo epico, ma questi poemi minori sono andati quasi interamente perduti. Nonostante il loro nome, gli Inni omerici non hanno alcun rapporto con Omero e sono degli inni di carattere corale, risalenti all'età dei lirici.
Esiodo, poeta forse contemporaneo di Omero, nella Teogonia ("L'origine degli dei"), che tratta della creazione del mondo, offre la narrazione più completa a nostra disposizione dei miti più antichi, descrivendo la nascita di dei, Titani e Giganti, dettagliate genealogie, racconti popolari e miti eziologici. Un altro testo di Esiodo, "Le opere e i giorni", che è un poema didascalico sulla vita agreste, contiene anche le leggende di Prometeo, Pandora e delle età dell'uomo. Il poeta dispensa consigli su come riuscire a vivere al meglio in un mondo pericoloso, reso ancora più pericoloso dagli dei che lo governano.
I poeti lirici trassero talvolta ispirazione dai miti, ma con il trascorrere del tempo passarono da una trattazione più diretta e descrittiva all'uso di semplici allusioni e velati riferimenti. I lirici greci, tra i quali Pindaro, Bacchilide e Simonide, e i poeti bucolici come Teocrito e Bione nelle loro opere citano alcuni episodi mitologici. Inoltre, la tradizione mitica nell'antica Atene era spesso al centro delle trame delle opere teatrali classiche. Le tragedie di Eschilo, Sofocle ed Euripide si ispiravano all'età degli eroi e alle vicende della guerra di Troia. Molte delle grandi leggende tragiche (come quelle di Agamennone e i suoi figli, di Edipo, di Giasone, di Medea ecc.) assunsero la loro forma definitiva proprio grazie alla rielaborazione che ne venne fatta in questi lavori. Per parte sua, anche il commediografo Aristofane si servì dei miti tradizionali in opere come "Gli uccelli" o "Le rane".
Gli storici Erodoto e Diodoro Siculo e i geografi Pausania e Strabone viaggiarono a lungo in varie zone del mondo greco e annotarono le storie di cui venivano a conoscenza: in questo modo poterono inserire nei loro scritti numerosi miti locali, spesso versioni alternative e poco conosciute di leggende più note. Erodoto, in particolare, esaminò le varie tradizioni che gli si presentavano di fronte, ricostruendone le radici mitologiche e confrontando la tradizione greca con quella orientale.
La poesia ellenistica e quella romana, sebbene ormai composte soltanto con finalità letterarie e non come supporto per il culto, contengono comunque molti importanti dettagli di tipo mitologico, che sarebbero andati altrimenti perduti. Questa categoria include:
1. Le opere dei poeti ellenistici Apollonio Rodio, Callimaco, Lo pseudo-Eratostene e Partenio di Nicea.
2. Le opere dei poeti romani Ovidio, Stazio, Gaio Valerio Flacco, Seneca e Virgilio con il commentario di Servio Mario Onorato.
3. Le opere dei poeti greci di epoca più tarda Nonno di Panopoli, Antonino Liberale e Quinto di Smirne.
4. Gli antichi romanzi di Apuleio, Petronio, Lolliano ed Eliodoro.

Le Fabulae e gli Astronomica, opere di Igino che adottano uno stile simile a quello classico romano, sono due importanti compendi mitologici scritti in prosa. Altre due utili fonti sono le Immagini di Filostrato il Vecchio e Filostrato il Giovane e le Descrizioni di Callistrato.
Per concludere, un certo numero di scrittori greco-bizantini riportano importanti dettagli mitologici tratti da opere greche andate perdute: tra i loro testi più importanti si ricordano il Lexicon di Esichio, la Suda, i saggi di Giovanni Tzetzes e di Eustazio di Salonicco.

### Fonti archeologiche
La scoperta delle rovine della civiltà micenea, da parte dell'archeologo tedesco Heinrich Schliemann (XIX secolo), e di quelle della civiltà minoica a Creta, per mano dell'archeologo britannico Arthur Evans (XX secolo), è stata di grande aiuto per capire meglio il contesto storico-culturale dei poemi omerici e grazie ai molti reperti archeologici rinvenuti nelle campagne di scavo è stato possibile comprendere alcuni particolari dei racconti mitologici. Sfortunatamente le testimonianze trovate nei siti micenei e cretesi sono esclusivamente di tipo monumentale, dato che la scrittura Lineare B (un'antica forma di lingua trovata sia sull'isola di Creta sia nella Grecia continentale) era principalmente utilizzata per redigere registri e inventari, anche se talvolta, non senza qualche incertezza, è possibile rintracciare su queste tavolette i nomi di dei ed eroi.
I disegni geometrici sui manufatti di ceramica risalenti all'VII secolo a.C. ritraggono scene tratte dal ciclo troiano e dalle avventure di Eracle. Queste rappresentazioni grafiche di scene mitologiche sono importanti per due diverse ragioni: da un lato è stata trovata la testimonianza di molti miti greci su vasi di epoche anteriori a quelle delle fonti letterarie (delle dodici fatiche di Eracle, soltanto l'episodio con Cerbero è stato trovato prima su una fonte letteraria), dall'altro le fonti tratte da oggetti d'arte talvolta ritraggono miti e scene mitologiche che non sono affatto presenti in testi scritti. In alcuni casi la rappresentazione di un mito sui vasi del periodo geometrico ha preceduto di parecchi secoli la prima testimonianza scritta da noi conosciuta.

## Evoluzione e struttura
La mitologia dei popoli greci non è stata un "corpus" immobile ed immutabile, ma nel corso del tempo è cambiata, adeguandosi all'evoluzione della loro cultura. I primi abitanti della penisola balcanica erano un popolo di agricoltori che tendeva ad attribuire il dominio di uno spirito ad ogni aspetto della natura. Queste vaghe entità spirituali finirono per assumere un aspetto umano ed entrarono a far parte della mitologia locale con il ruolo di dei e dee. Quando la zona venne invasa da tribù provenienti dal nord della penisola, queste popolazioni portarono con sé il culto di nuove e diverse divinità, che erano in relazione con la conquista, la forza, il valore in battaglia, l'eroismo e la violenza. Alcune delle vecchie divinità create dalla precedente società rurale fusero i propri aspetti con quelle portate da questi potenti invasori, altre finirono per essere soppiantate e dimenticate.
Verso la metà dell'epoca arcaica divennero sempre più frequenti leggende riguardanti le relazioni tra divinità maschili ed eroi, fatto che indica il parallelo sviluppo in questo periodo dell'abitudine della pederastia pedagogica (Eros paidikos, παιδικός ἔρως), sebbene la pratica si sia largamente diffusa attorno al 630 a.C. Entro la fine del V secolo a.C. i poeti avevano attribuito un eromenos ad ognuno degli dei più importanti, eccettuato Ares, e a molti altri personaggi leggendari. Anche miti precedentemente esistenti, come quello di Achille e Patroclo, furono riletti in chiave omosessuale. In periodi successivi, dapprima i poeti Alessandrini e poi i mitografi della prima età imperiale romana adattarono spesso, adeguandoli alla loro cultura, la storia dei personaggi della mitologia greca.
La poesia epica creò una serie di cicli di leggende, con il risultato di sviluppare una qualche forma di cronologia mitologica: in questo modo le storie narrate dalla mitologia greca finirono praticamente per narrare una fase dell'evoluzione del mondo e dell'uomo. Le molte contraddizioni evidenti tra le varie leggende rendono impossibile ricostruire una linea cronologica completa, ma se ne può almeno abbozzare una approssimativa. Si può dividere la storia del mondo secondo la mitologia in 3 ampi periodi:
1. "I miti delle origini" ovvero "L'età degli dei" (Theogonies, "nascite degli dei") – Si tratta di miti riguardanti le origini del mondo, degli dei e della razza umana.
2. "L'epoca in cui gli dei e gli uomini vivevano insieme liberamente" – Racconti delle prime interazioni tra dei, semidei e mortali.
3. "L'epoca degli eroi" ovvero "L'età eroica" – In questo periodo gli dei erano meno attivi e meno presenti. Le ultime e più importanti tra le leggende di questo periodo sono quelle legate alla guerra di Troia e agli avvenimenti successivi (alcuni studiosi tendono a considerarle in una categoria a parte)[33].

L'epoca degli dei è stata spesso considerata la più interessante dagli studiosi contemporanei, ma gli autori greci delle epoche arcaica e classica mostrano invece una spiccata preferenza per l'epoca degli eroi. Ad esempio l'Iliade e l'Odissea, per il successo riscosso e le stesse dimensioni dei testi, fecero apparire la Teogonia e gli Inni Omerici, le cui narrazioni erano incentrate sugli dei, come delle opere minori. Sotto l'influenza delle opere di Omero il "culto degli eroi" portò ad una revisione di alcune concezioni religiose, che si tradusse nella separazione tra il regno degli dei da quello dei morti (gli eroi), e tra le divinità olimpiche da quelle ctonie. Ne Le opere e i giorni, Esiodo si serve dello schema delle quattro Età dell'uomo: L'età dell'Oro, dell'Argento, del Bronzo e del Ferro. Queste età sono state create dagli dei separatamente; l'età dell'oro si riferisce al regno di Crono, mentre quelle successive sono opera di Zeus. Esiodo pone l'età degli eroi subito dopo quella del bronzo. L'ultima, quella del ferro, è quella in cui viveva il poeta stesso. Egli la considera la peggiore, in quanto nel mondo ha fatto la sua comparsa il male, come viene spiegato dal mito di Pandora. Nella sua opera, Le metamorfosi, Ovidio segue lo stesso schema delle quattro età introdotto da Esiodo.

### Età degli dèi

#### Cosmogonia e cosmologia

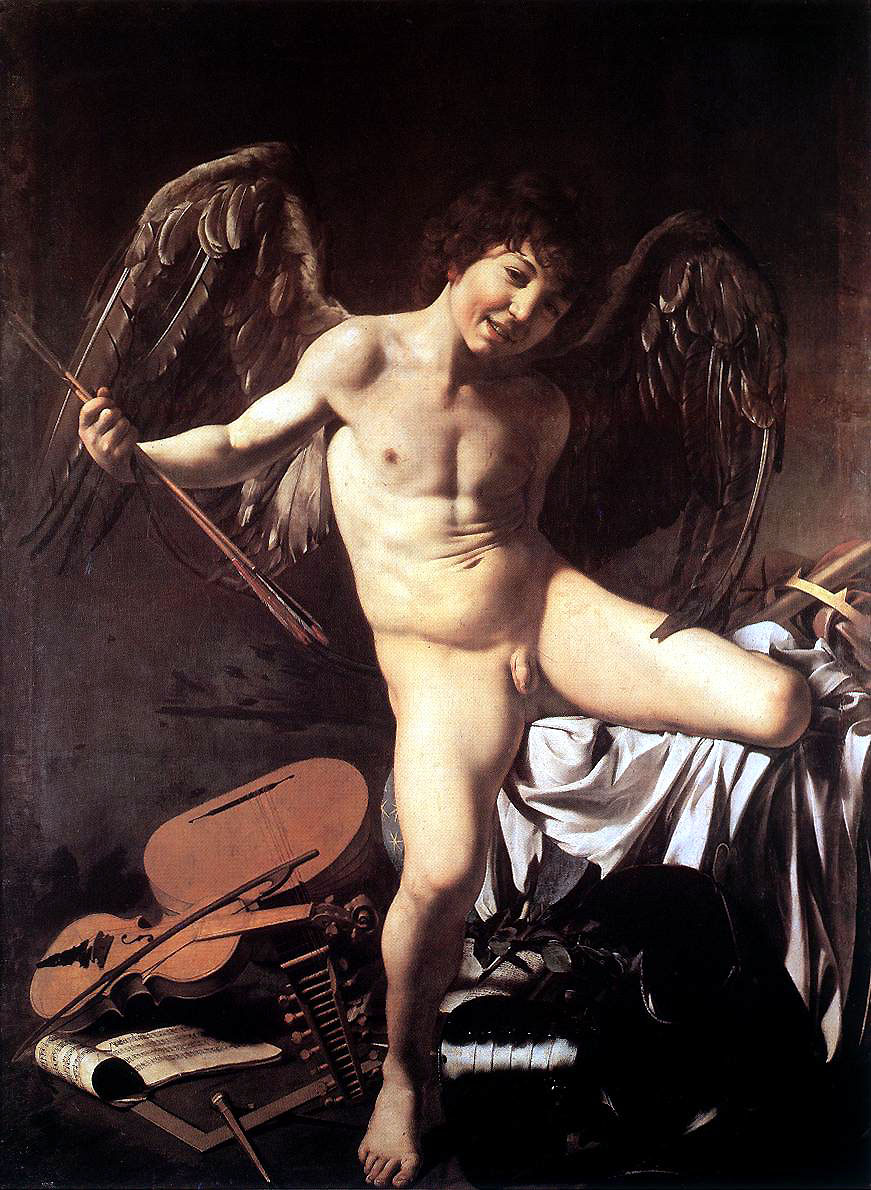
Amor vincit omnia - Ritratto del dio dell'amore, Eros - Caravaggio - circa 1600

"I miti dell'origine", o "miti della creazione", rappresentano un tentativo di tradurre l'universo in termini comprensibili all'uomo e di spiegare l'origine del mondo. Il racconto tradizionalmente più diffuso e accettato degli inizi del mondo è quello narrato nella Teogonia di Esiodo. Tutto comincia con il Caos, un enorme ed indistinto nulla. Dal vuoto del caos apparve Gea (la Terra) con alcune altre divinità primordiali: Eros (l'Amore), l'Abisso (il Tartaro) e i gemelli Nyx (la notte) ed Erebo (l'oscurità). Gea, senza la collaborazione di alcuna figura maschile, generò Urano (il cielo), che una volta nato la fecondò. Dalla loro unione per primi nacquero i Titani, sei maschi e sei femmine: Oceano, Ceo, Crio, Iperione, Giapeto, Teia, Rea, Temi, Mnemosine, Febe, Teti e Crono. Poi nacquero i monocoli Ciclopi (Bronte, Sterope e Arge) e gli Ecatonchiri (Briareo, Gige e Cotto) dalle cento mani. Urano getta i figli nel Tartaro per paura di perdere per causa loro il posto di re, in quanto marito di Gea, del creato.
Crono – "l'astuto più giovane e terribile dei figli di Gea" – venne salvato dalla madre Gea e poté così vendicare i suoi fratelli. Evirò il padre e divenne il sovrano dei titani prendendo come moglie la sorella Rea, mentre gli altri Titani andarono a comporre la sua corte. Da Rea ebbe diversi figli che, per paura che lo spodestassero, mangiò uno ad uno. Ma non il più piccolo, Zeus, che Rea riuscì a nascondere affidandolo alle cure della capra Amaltea e che sostituì con una pietra ravvolta in fasce e in panni. Crono, ignaro della sostituzione, ingoiò quello che credeva l'ultimo dei suoi figli. Una volta adulto Zeus affrontò suo padre e lo costrinse a bere un farmaco che gli fece vomitare tutti i figli che aveva divorato, infine lo sfidò scatenando una guerra per il trono degli dei. Alla fine, con l'aiuto dei Ciclopi (che aveva liberato dal Tartaro) e di Campe, Zeus e i suoi fratelli e sorelle riuscirono ad avere la meglio, mentre Crono ed i Titani furono gettati a loro volta nel Tartaro e lì imprigionati.
Nell'opinione dei primi antichi Greci che si occuparono di poesia, la teogonia era considerata un prototipo poetico – il prototipo del "mito" – e non si era lontani dall'attribuirle poteri magici. Orfeo, l'archetipo del poeta, era considerato anche il primo compositore di teogonie, delle quali nelle Argonautiche di Apollonio si serve per placare i mari e le tempeste e per commuovere gli induriti cuori degli dei dell'oltretomba durante la sua discesa all'Ade. Quando Ermes nell'"Inno Omerico ad Ermes" inventa la lira, la prima cosa che fa è usarla per cantare la nascita degli dei.
La Teogonia di Esiodo non è soltanto la più completa descrizione delle leggende sugli dei giunta fino a noi ma anche, grazie alla lunga invocazione preliminare alle Muse, una fondamentale testimonianza di quale fosse il ruolo del poeta durante l'epoca arcaica. La teogonia fu il soggetto di molti poemi andati perduti – tra cui quelli attribuiti ad Orfeo, Museo, Epimenide, Abaride e ad altri leggendari cantori – che venivano usati nel corso di segreti rituali di purificazione e riti misterici. Alcuni indizi suggeriscono che Platone conoscesse bene alcune versioni della teogonia Orfica. Di queste opere non restano che pochi frammenti all'interno di citazioni dei filosofi neoplatonici e su alcuni brandelli di papiro rinvenuti solo da poco nel corso di scavi archeologici. Uno di questi frammenti, il Papiro di Derveni, prova come almeno nel V secolo a.C. un poema teo-cosmogonico attribuito ad Orfeo esistesse veramente. In questo poema, che tentava di superare il valore di quello di Esiodo, la genealogia divina veniva ampliata con l'aggiunta di Nyx (la Notte), che nella linea temporale andava a posizionarsi prima di Urano, Crono e Zeus.
I primi filosofi naturalisti si opposero, o talvolta le usarono come base di partenza per le loro teorie, alle convinzioni popolari basate sulla mitologia e diffuse nel mondo greco. Alcune di queste idee possono essere rintracciate nelle opere di Omero e di Esiodo. In Omero la terra è concepita come un disco piatto che galleggia sul fiume Oceano, sovrastato da un cielo emisferico su cui si muovono il sole, la luna e le stelle. Il sole, Elio, attraversava i cieli alla guida del suo carro, mentre di notte si pensava che si spostasse attorno alla terra riposando in una coppa d'oro. Il sole, la terra, il cielo, i fiumi e i venti potevano essere oggetto di preghiere e chiamati a testimoni di giuramenti. Le cavità naturali erano generalmente interpretate come degli ingressi verso il mondo sotterraneo dell'Ade, la casa dei morti.

#### Dèi olimpici

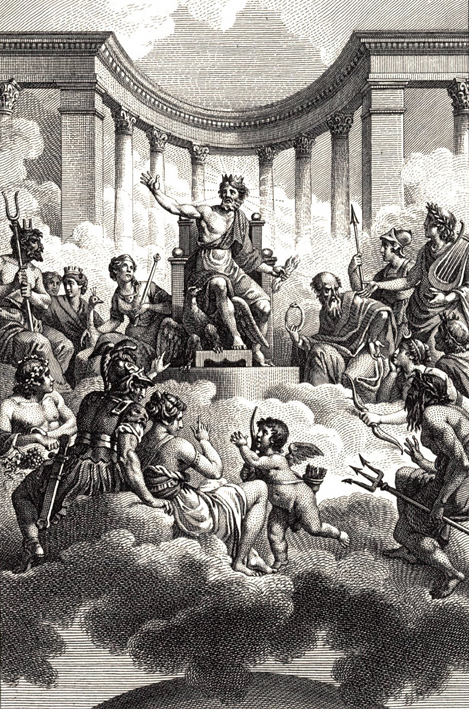
I Dodici Olimpi - Monsiau – fine del XVIII secolo

Dopo la cacciata dei Titani, emerse un nuovo pantheon di esseri immortali composto da Dei e Dee. Tra le principali divinità greche spiccano gli Olimpi (la determinazione del loro numero a dodici sembrerebbe essere un'idea relativamente moderna), che risiedevano sulla cima del Monte Olimpo sotto la guida di Zeus. Oltre agli Olimpi, i Greci venerarono diverse divinità agresti come il dio-capra Pan, le Ninfe, le Naiadi (che abitavano le sorgenti), le Driadi (che dimoravano negli alberi), le Nereidi (abitatrici dei mari), gli dei fluviali, i Satiri e altre. Oltre a queste esistevano le oscure forze del mondo sotterraneo come le Erinni (o Furie), che si credeva perseguitassero chi avesse commesso crimini contro i propri consanguinei. In onore degli dei del pantheon greco, i poeti composero gli Inni omerici (una raccolta di 33 canti).
Nei moltissimi miti e leggende di cui si compone la mitologia greca, le divinità sono descritte come esseri immortali dotati di un corpo idealizzato ma assolutamente reale. Secondo Walter Burkert la caratteristica qualificante dell'antropomorfismo greco è che "gli dei greci sono persone, non astrazioni, idee o concetti". Al di là del loro aspetto, gli antichi dei greci erano dotati di fantastiche capacità; tra le più significative c'era l'immunità verso qualsiasi tipo di malattia e il poter essere feriti solo se si fossero verificate alcune circostanze straordinarie. I Greci pensavano che l'immortalità fosse una caratteristica distintiva dei loro dei; era assicurata loro, al pari dell'eterna giovinezza, dal costante consumo di nettare e ambrosia, che rinnovavano il sangue divino che scorreva nelle loro vene.

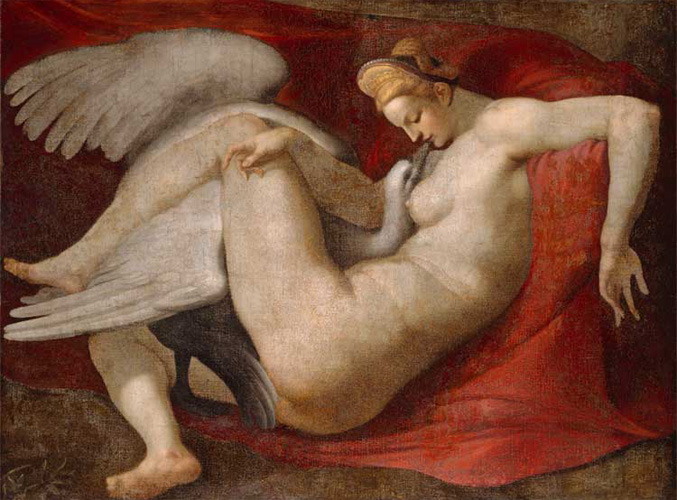
Zeus, trasformatosi in un cigno, seduce Leda, la regina di Sparta - Copia del XVI secolo di un originale di Michelangelo andato perduto.

Ogni dio ha la propria genealogia, persegue i propri scopi e interessi, è dotato di specifiche capacità e possiede una personalità unica e chiaramente distinguibile da quelle degli altri; tuttavia queste descrizioni provengono da diverse varianti locali delle leggende, e queste varianti talvolta sono in contrasto tra di loro. Quando questi dei venivano invocati nei componimenti poetici, nelle preghiere o durante i rituali di culto, ci si rivolgeva loro combinando il loro nome con uno o più epiteti, che distinguevano tra le varie forme in cui gli dei stessi si potevano manifestare (ad esempio Apollo Musagetes indica "Apollo la guida delle Muse").
La maggior parte degli dei era associata ad aspetti specifici della vita. Ad esempio, Afrodite era la dea dell'amore e della bellezza, Artemide dea della caccia, della luna e protettrice di animali, Ares della guerra, Ade dei morti e del sottosuolo e Atena della saggezza e delle arti. Alcune divinità, come Apollo e Dioniso, mostravano personalità complesse e si occupavano di vari aspetti della vita, mentre altre, come Estia o Elio, erano poco più che mere personificazioni. I templi greci più suggestivi e solenni furono dedicati per lo più ad un ristretto numero di dei, quelli il cui culto era centrale nella religiosità panellenica. Era comunque comune che singole regioni o villaggi fossero particolarmente devote anche a divinità minori considerate le loro protettrici. Inoltre, in molte città il culto delle divinità più note era praticato seguendo particolari rituali locali, che li associavano a strane leggende altrove del tutto sconosciute. Durante l'età eroica, il culto degli eroi e dei semidei si affiancò a quello delle divinità principali.

### Età degli dèi e degli uomini

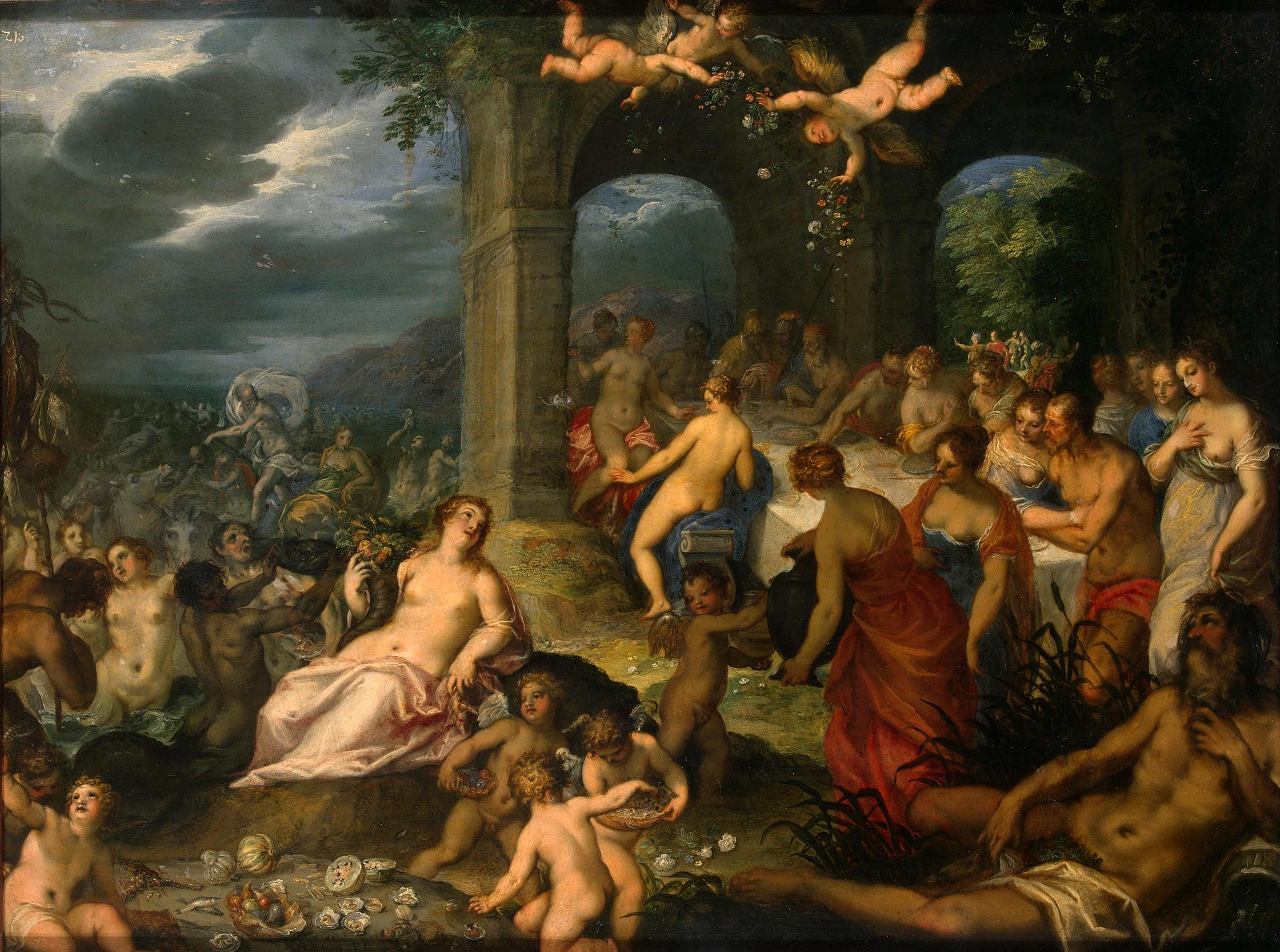
Le nozze di Peleo e Teti - Hans Rottenhammer

Tra l'età in cui gli dei vivevano soli e quella in cui gli interventi divini negli affari umani diventarono limitati, ci fu un'epoca di transizione nella quale dei e uomini agivano fianco a fianco. Ciò accadde durante tempi immediatamente successivi alla creazione del mondo, in cui i due gruppi si unirono con molta più libertà di quanto non abbiano fatto in seguito. I racconti di queste vicende, la maggior parte dei quali fu successivamente riportata nelle Metamorfosi di Ovidio, possono essere suddivisi in due categorie tematiche: i racconti d'amore e i racconti delle punizioni.
I racconti d'amore spesso narrano di incesti, oppure della seduzione o dello stupro di una donna mortale da parte di una divinità maschile, unioni dalle quali discendono gli eroi. L'insegnamento di queste storie generalmente è che le relazioni tra dei e mortali sono qualcosa da cui è meglio tenersi alla larga; anche le relazioni consensuali raramente terminano con un lieto fine. In alcuni casi è una divinità femminile che si accoppia con un mortale, come accade nell'Inno Omerico ad Afrodite, in cui la dea si giace con Anchise per generare Enea. Le nozze di Peleo e Teti, che portarono alla nascita di Achille, costituiscono un altro mito di questo secondo tipo.

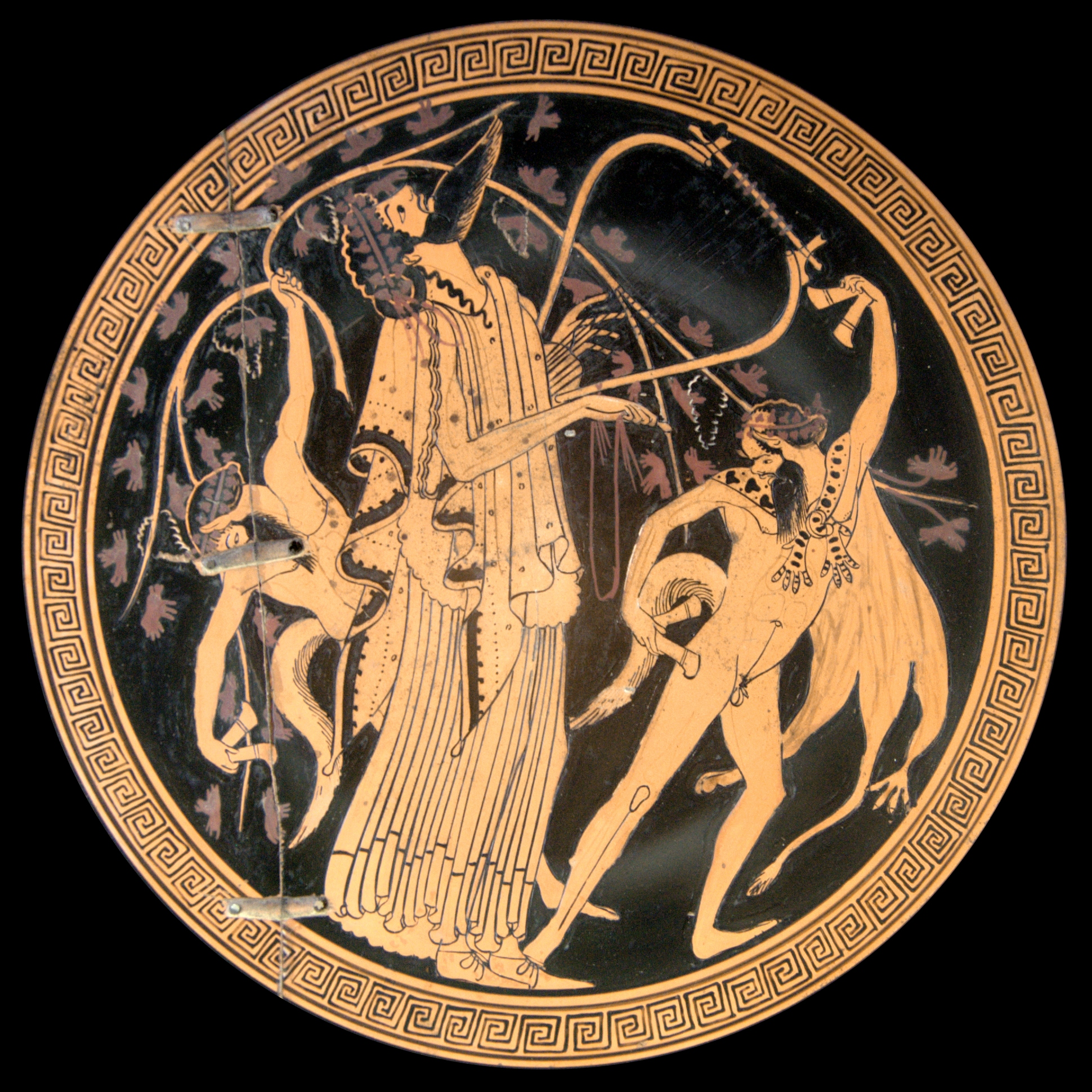
Dioniso con dei satiri - decorazione interna di una coppa dipinta dal pittore di Brigo - Museo del Louvre - Parigi

I racconti delle punizioni ruotano perlopiù attorno al furto o all'invenzione di alcune importanti scoperte culturali, come quando Prometeo ruba il fuoco agli dei, quando Tantalo sottrae il nettare e l'ambrosia dalla tavola di Zeus e li dà ai suoi sudditi rivelando loro i segreti degli dei, quando Prometeo o Licaone inventano i sacrifici, quando Demetra insegna i segreti dell'agricoltura e i Misteri eleusini a Trittolemo, o quando Marsia trova il flauto gettato sulla Terra da Atena e sfida Apollo ad una gara di abilità musicale. Un frammento di papiro anonimo, che si fa risalire al III secolo a.C., racconta in modo molto vivido la punizione che Dioniso infligge al re di Tracia Licurgo che aveva riconosciuto il dio con colpevole ritardo, ricevendone pene terribili che si sarebbero protratte anche nell'aldilà. La storia dell'arrivo di Dioniso in Tracia per fondarvi il proprio culto fu anche il soggetto di una trilogia tragica di Eschilo. In un'altra tragedia, Le Baccanti di Euripide, il re di Tebe Penteo viene punito da Dioniso perché gli ha mancato di rispetto ed ha spiato le sue Menadi.
In un'altra leggenda, basata su un antico racconto popolare dal tema simile, Demetra, mentre stava cercando la figlia Persefone, aveva assunto l'aspetto di una vecchia di nome Doso, godendo così dell'ospitalità del re di Eleusi Celeo. Per compensarlo dell'accoglienza offerta, Demetra progettò di trasformarne il figlio Demofoonte in un dio, ma non riuscì a completare il necessario rituale perché la madre Metanira, vedendo il figlio tra le fiamme del focolare, la interruppe gridando spaventata. Demetra se ne ebbe a male e si lamentò dell'incomprensione che gli stupidi mortali riservano ai riti divini.

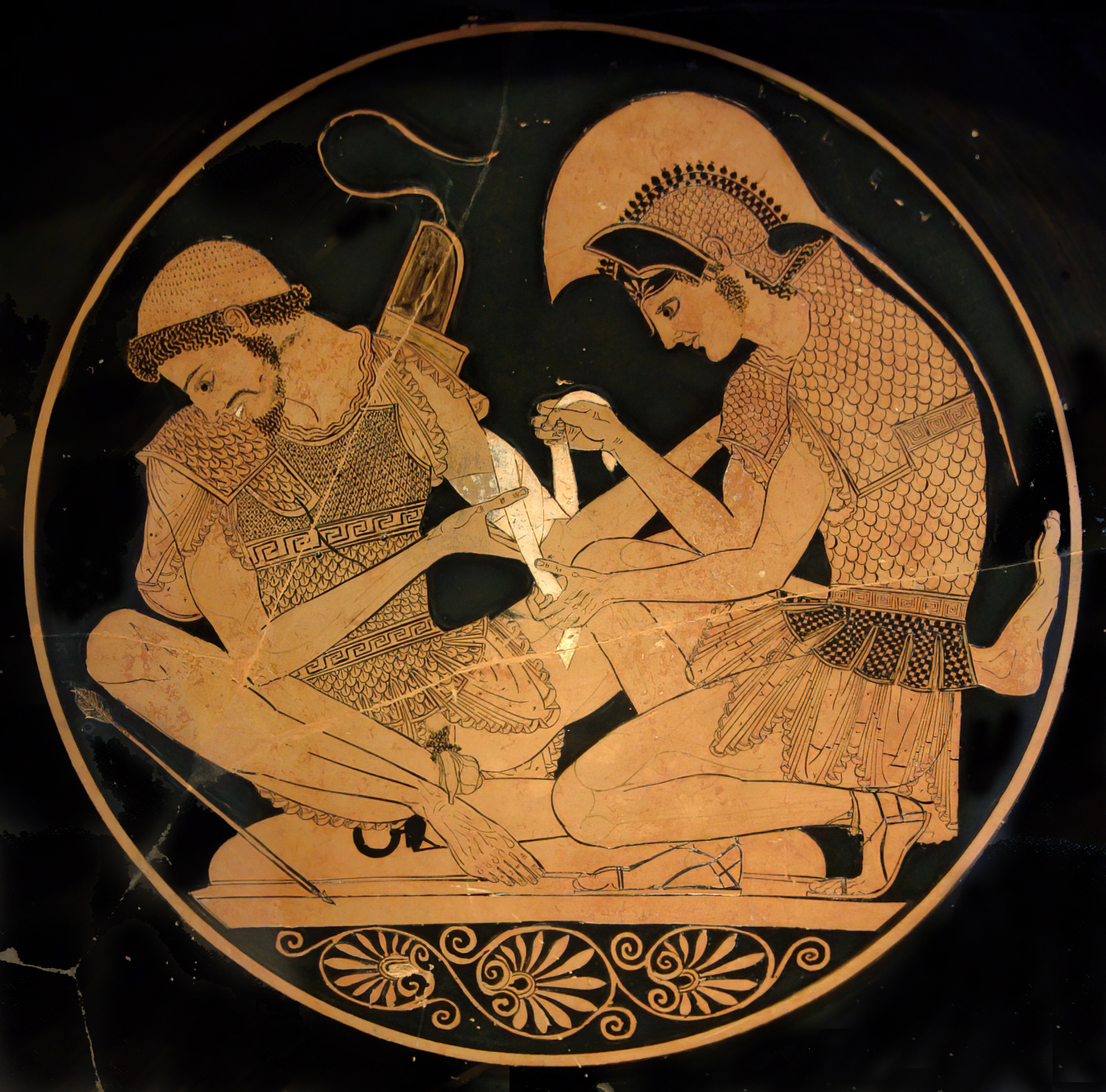
Achille benda le ferite di Patroclo. - Decorazioni su un kylix dipinto da Sosia.

### Età degli eroi
La poesia epica e genealogica creò dei cicli di leggende che si raggruppavano attorno alla figura di determinati eroi o che sviluppavano la storia di alcuni eventi. In questo modo si spiegavano inoltre le relazioni familiari e le discendenze di eroi che figuravano in leggende diverse, finendo per riordinare le leggende stesse in una successione abbastanza stabile.
In seguito all'incremento dell'abitudine al culto degli eroi, gli dei e gli eroi finirono per fare parte di un unico immaginario sacro, venendo invocati insieme nei giuramenti e nelle preghiere. Contrariamente a quanto accadde durante l'età degli dei, nel corso dell'età eroica il numero degli eroi non rimase fisso e non vi fu mai un loro elenco definitivo: mentre non si parlò più della nascita di nuovi grandi dei, eroi nuovi continuavano a sorgere nel corpus leggendario. Un'altra importante differenza tra i due culti è che l'eroe locale diventa il centro dei culti locali e le popolazioni delle varie zone e città si identificano in esso.
Le grandiose avventure di Perseo secondo molti rappresentano l'inizio dell'età degli eroi. Il più grande eroe in assoluto è però considerato Eracle, che tra l'altro prenderà parte alla spedizione degli Argonauti. Seguiranno poi due importanti eventi bellici: la guerra Tebana e la guerra di Troia.

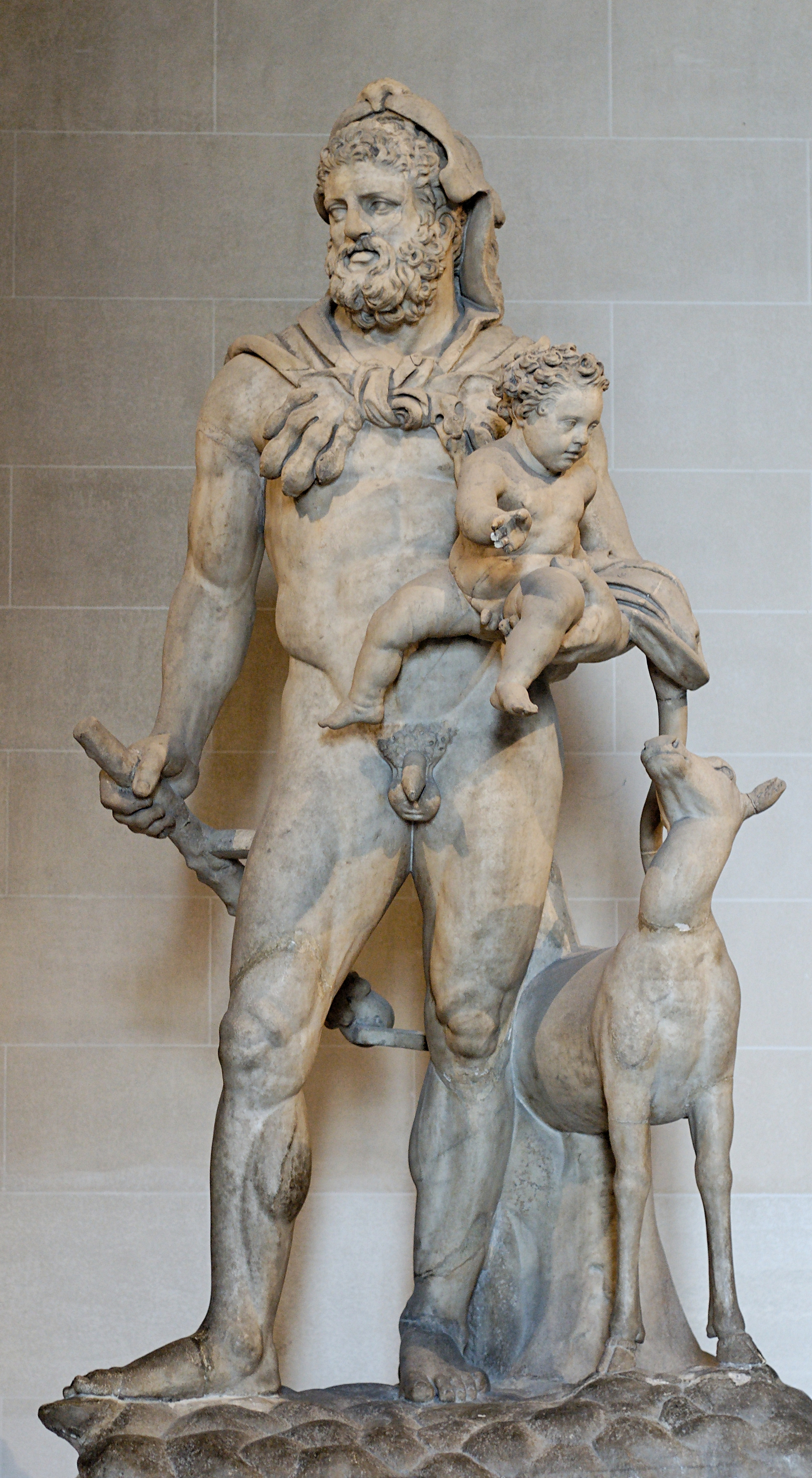
Eracle con il piccolo Telefo - Copia romana di un originale greco probabilmente della scuola di Lisippo -Museo del Louvre - Parigi

#### Eracle e i suoi discendenti
È possibile che ad ispirare la figura di Eracle e le complesse leggende che lo riguardano sia stato un uomo realmente esistito; forse si trattò di un condottiero militare al servizio del regno di Argo. Tuttavia, secondo la tradizione Eracle era figlio di Zeus e di Alcmena, la nipote di Perseo. Le sue incredibili imprese, molte delle quali tratte dal folklore locale, fornirono una gran mole di spunti per le leggende più note. Fu ritratto come molto devoto e dedito alla costruzione di altari, famoso però per il suo eccezionale appetito; questo è il ruolo in cui appare nei racconti più leggeri e divertenti, mentre la sua terribile fine è stata fonte di ispirazione per i tragediografi. Nelle opere d'arte e in quelle letterarie Eracle fu rappresentato come un uomo estremamente muscoloso e forte, ma non eccessivamente alto; l'arma di cui solitamente si serviva era l'arco, ma usava frequentemente anche una clava. Le decorazioni sugli oggetti ceramici dimostrano l'incomparabile popolarità raggiunta da Eracle: solo la sua lotta contro il Leone di Nemea venne dipinta centinaia di volte.
La figura di Eracle venne recepita anche dalle mitologie romana ed etrusca e l'esclamazione "Mehercule!" divenne abituale tra i Romani come "Herakleis!" lo era tra i Greci. In Italia fu venerato come una divinità protettrice di mercanti e commercianti, anche se alcuni continuavano ad invocarlo, secondo tradizione, perché concedesse loro fortuna e li salvasse dai pericoli.
La figura di Eracle fu accostata alle classi sociali più illustri attribuendogli il ruolo di progenitore della dinastia reale dorica. Questa leggenda probabilmente servì per legittimare a posteriori la migrazione del popolo dorico nel Peloponneso. Illo, l'eroe eponimo della stirpe dorica, fu trasformato nel figlio di Eracle e incluso tra gli Eracleidi (i numerosi discendenti di Eracle, specialmente dalla linea che fa capo ad Illo stesso – altri Eracleidi furono Macaria, Lamo, Manto, Bianore, Tlepolemo e Telefo). I sedicenti Eracleidi nel Peloponneso conquistarono i regni di Micene, Sparta e Argo rivendicando, secondo quanto sostenuto nelle leggende, il loro diritto a governare derivante dagli illustri progenitori. La loro ascesa al potere è stata spesso denominata come Invasione Dorica. In epoche successive anche gli appartenenti alle case regnanti di Lidia e Macedonia assunsero il titolo di Eracleidi.
Altri esponenti di questa prima generazione di eroi, come Perseo, Deucalione, Teseo e Bellerofonte, condividono con Eracle alcuni tratti comuni: tutti compiono le loro imprese da soli e queste imprese, nelle quali sconfiggono mostri come Medusa o la Chimera, possiedono molti elementi fantastici e simili a quelli delle fiabe. Anche l'intervento degli dei che mandano l'eroe verso la morte è un tema ricorrente di questa prima tradizione eroica, come mostrano le leggende di Perseo e Bellerofonte.

#### Argonauti
L'unico poema epico sopravvissuto dell'epoca Ellenistica sono Le Argonautiche di Apollonio Rodio (poeta, studioso e direttore della Biblioteca di Alessandria) che narrano la leggenda del viaggio di Giasone e degli Argonauti intrapreso per riprendere il Vello d'oro nel mitico paese della Colchide. Nelle Argonautiche Giasone è spinto all'impresa dal re Pelia, che aveva saputo da una profezia che un uomo con un solo sandalo sarebbe stato la sua nemesi. Giasone arriva a corte dopo aver appunto perso un sandalo nel fiume e da questo antefatto prende il via l'avventura. Quasi tutti gli eroi di questa seconda generazione accompagnano Giasone sulla nave Argo nella sua ricerca del Vello d'oro: tra gli altri ci sono Eracle, i Dioscuri, Atalanta e Meleagro al quale era stato dedicato un ciclo epico che rivaleggiava con Iliade e Odissea. Sia Pindaro che Apollonio che lo Pseudo-Apollodoro si sforzarono nelle loro opere di dare un elenco completo degli Argonauti
Apollonio compose il suo poema nel III secolo a.C., ma la leggenda originaria è in realtà precedente all'Odissea, nelle cui pagine si possono trovare rimandi alle imprese di Giasone, tanto che la storia dei vagabondaggi e delle avventure di Odisseo potrebbe esserne stata ispirata. Nell'antichità la spedizione fu considerata un fatto storico effettivamente accaduto, ed interpretata come un episodio della storia dell'apertura al commercio e alla colonizzazione greca nell'area del Mar Nero. La leggenda godette comunque di una grande popolarità, anche grazie al gran numero di leggende locali che, fondendosi con essa, finirono per creare un ciclo epico. In particolare, il personaggio di Medea catturò l'immaginazione dei poeti tragici divenendo fonte di ispirazione per molti componimenti Ψ.

#### Casa di Atreo e Ciclo Tebano

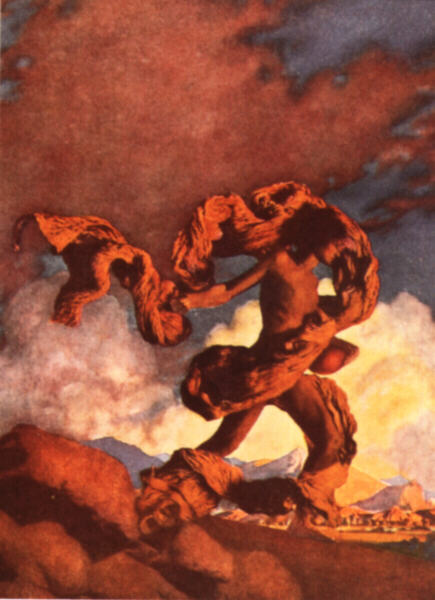
Cadmo semina i denti del drago. – Dipinto di Maxfield Parrish – 1908

Tra quella degli Argonauti e quella che si cimentò nella guerra di Troia, ci fu una generazione di eroi conosciuta principalmente per essersi macchiata di orribili crimini: tra questi spiccano Atreo e Tieste. Dietro al mito della casata di Atreo (che insieme con quella di Labdaco è una delle due dinastie eroiche più importanti) si nasconde l'eterno problema del passaggio di mano del potere e delle modalità di accesso al trono. I due fratelli e i loro discendenti rivestono un ruolo fondamentale nel drammatico passaggio di potere nella città di Micene.
Il Ciclo tebano tratta soprattutto delle vicende legate a Cadmo, il fondatore della città, e successivamente della storia di Laio ed Edipo; si tratta di una serie di vicende che portano alla fine al saccheggio della città per mano dei Sette contro Tebe (non è chiaro se le figure di questi sette eroi fossero già presenti nei miti antichi) e degli Epigoni. Per quanto riguarda Edipo, i miti originari sembrerebbero raccontare una storia diversa da quella che è diventata famosa attraverso la tragedia di Sofocle e le leggende più tarde: pare infatti che, dopo aver scoperto che Giocasta era sua madre, continuò ugualmente a governare la città, prendendo però in moglie un'altra donna che gli assicurasse la discendenza Ψ.

#### Guerra di Troia ed eventi successivi

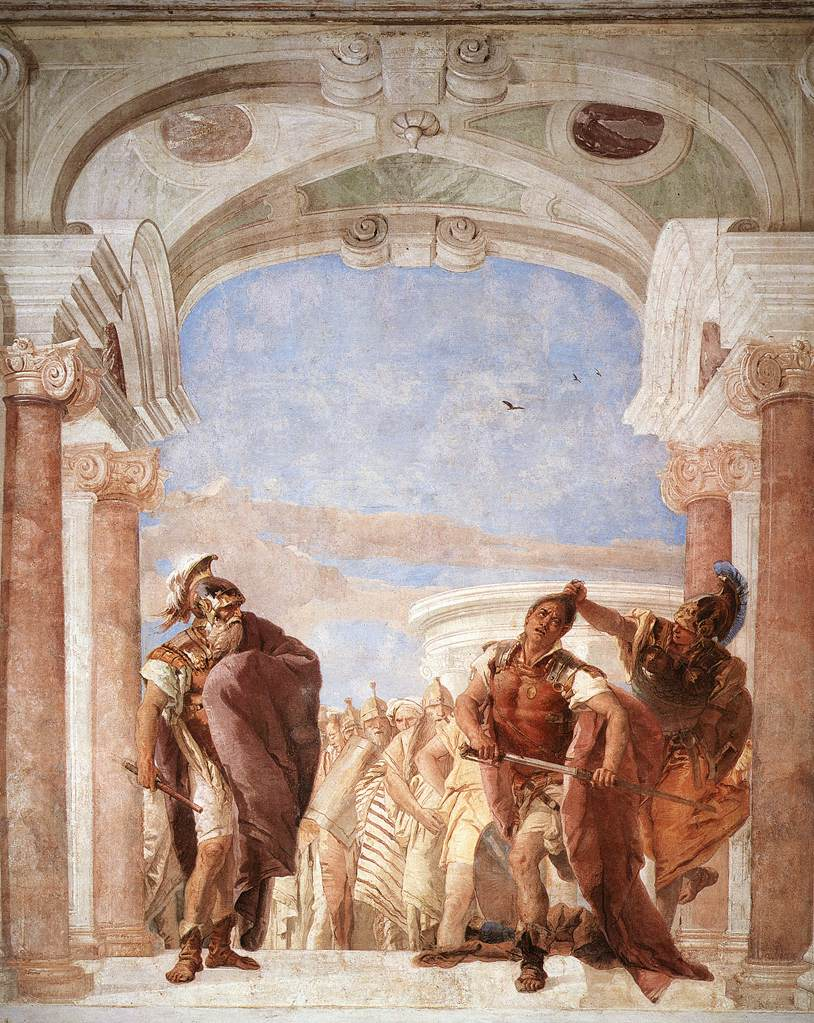
Minerva trattiene Achille dall'uccidere Agamennone - Giovanni Battista Tiepolo – 1757 - Affresco, 300 x 300 cm, Villa Valmarana - Vicenza

La mitologia greca raggiunge il suo momento più significativo con la guerra di Troia, combattuta tra Greci e Troiani, e le vicende ad essa successive. Le linee principali di questo ciclo di leggende furono tratteggiate da Omero, mentre in epoche successive altri poeti e drammaturghi elaborarono e svilupparono le storie di vari singoli personaggi. Grazie alla storia del condottiero troiano Enea, raccontata da Virgilio nell'Eneide, la guerra di Troia finì per rivestire una certa importanza anche nella mitologia romana.
Il ciclo della guerra di Troia, una raccolta di poemi epici, narra il racconto degli eventi che fecero da prodromi alla guerra stessa: tra questi le leggende di Eris e la mela d'oro, del giudizio di Paride, del rapimento di Elena, e del sacrificio di Ifigenia in Aulide. Per riprendere Elena i greci organizzarono una grande spedizione militare sotto il comando del fratello di Menelao, il re di Micene Agamennone, ma i Troiani rifiutarono di restituire la donna. L'Iliade, ambientata durante il decimo anno di guerra, racconta della lite tra Agamennone e Achille, il migliore dei guerrieri greci, e delle conseguenti morti in battaglia dell'amico di Achille Patroclo, e di Ettore, figlio di Priamo e comandante in capo dell'esercito troiano. Dopo la morte di Ettore, alle forze troiane si unirono due esotici alleati: la regina delle Amazzoni Pentesilea ed il re degli Etiopi Memnone, figlio della dea dell'aurora Eos.

Processione del cavallo di Troia - Giandomenico Tiepolo

Achille uccise entrambi questi nuovi guerrieri, ma Paride riuscì a sua volta ad abbattere l'eroe greco con una freccia. Prima di poter conquistare la città, i Greci furono costretti a rubare dall'acropoli di Troia la statua di lignea di Atena, il Palladium. Alla fine, con l'aiuto della dea, costruirono il celebre cavallo di legno che i Troiani, nonostante gli avvertimenti della profetessa Cassandra e del sacerdote Laocoonte, portarono entro le mura, persuasi da Sinone, un acheo fintosi disertore. Quella stessa notte la flotta greca ritornò in segreto ed i guerrieri nascosti nel cavallo fecero irruzione in città, che venne saccheggiata e poi distrutta. Priamo e i suoi figli maschi rimasti furono uccisi, mentre le donne di Troia furono incluse nel bottino di guerra e portate in Grecia come schiave.
Gli avventurosi viaggi di ritorno dei capi dei greci sono narrati in due poemi epici: i Ritorni (Nostoi andato perduto) e l'Odissea di Omero. Il ciclo delle leggende relative alla guerra di Troia include anche le avventure di alcuni dei figli degli eroi, come Telemaco ed Oreste.
La Guerra di Troia fornì una notevole quantità di spunti per gli artisti delle epoche successive e fu fonte di ispirazione per opere come le metope del Partenone che rappresentano appunto scene tratte dal saccheggio della città; questa predilezione mostra piuttosto chiaramente l'importanza che questo ciclo di storie ebbe per l'antica civiltà greca.

## Genealogia degli dei

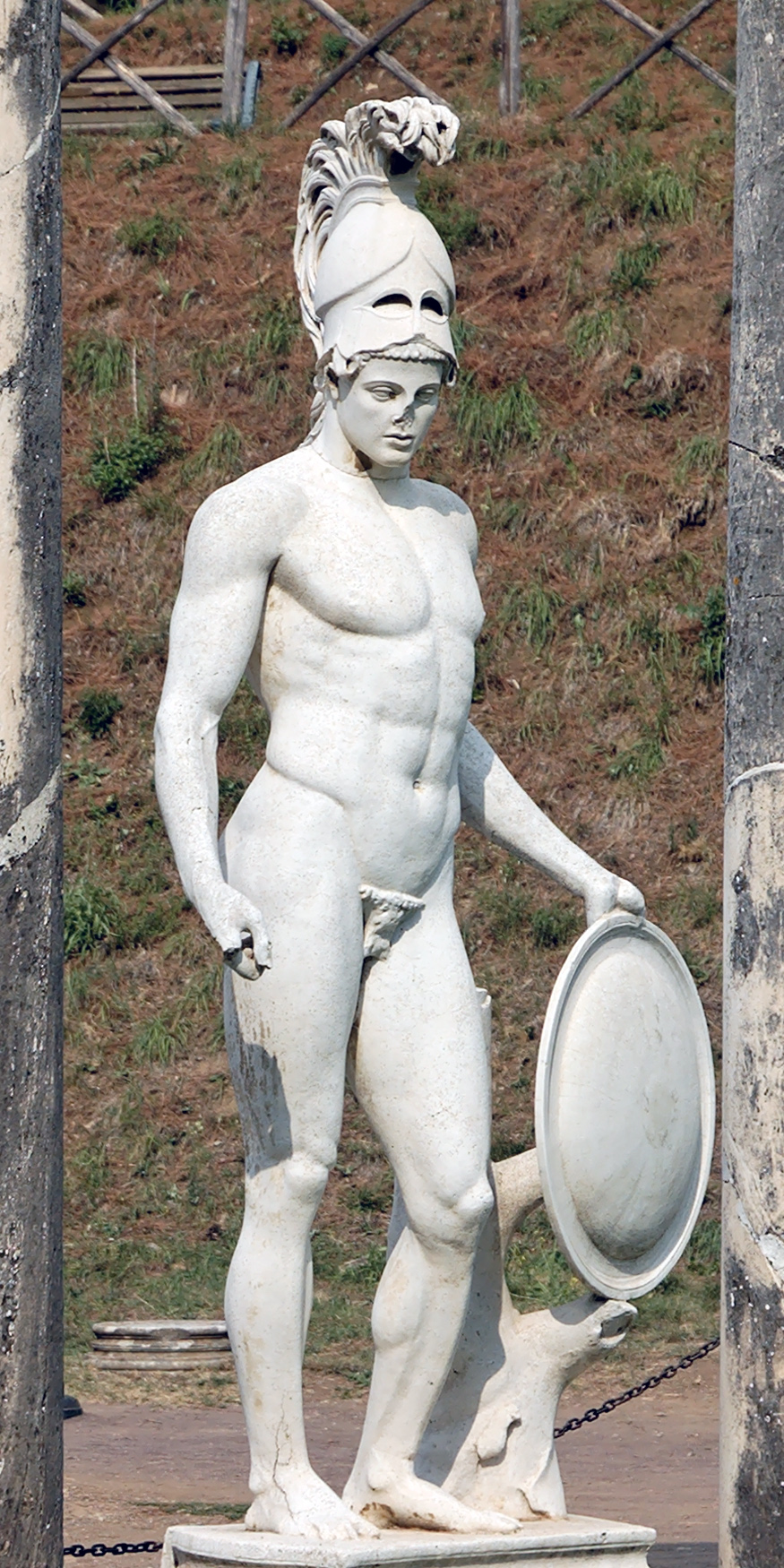
Ares

|       |       |         |         |         |         |         |         |          |          |          |          |           |           |           |           |           |           |         |         | Chaos   |         |        |        |        |        |           |           |           |           |           |           |         |         |         |         |               |               |               |               |               |               |        |        |          |          |               |               |               |               |               |               |         |         |         |         |              |              |              |              |              |              |       |       |         |         |         |         |          |          |          |          |             |             |             |             |             |             |       |       |       |       |      |      |  |  |  |  |  |  |  |  |  |  |  |  |  |  |  |  |  |  |  |  |  |  |  |  |  |  |  |  |
|       |       |         |         |         |         |         |         |          |          |          |          |           |           |           |           |           |           |         |         |         |         |        |        |        |        |           |           |           |           |           |           |         |         |         |         |               |               |               |               |               |               |        |        |          |          |               |               |               |               |               |               |         |         |         |         |              |              |              |              |              |              |       |       |         |         |         |         |          |          |          |          |             |             |             |             |             |             |       |       |       |       |      |      |  |  |  |  |  |  |  |  |  |  |  |  |  |  |  |  |  |  |  |  |  |  |  |  |  |  |  |  |
|       |       |         |         |         |         |         |         |          |          |          |          |           |           |           |           |           |           |         |         |         |         |        |        |        |        |           |           |           |           |           |           |         |         |         |         |               |               |               |               |               |               |        |        |          |          |               |               |               |               |               |               |         |         |         |         |              |              |              |              |              |              |       |       |         |         |         |         |          |          |          |          |             |             |             |             |             |             |       |       |       |       |      |      |  |  |  |  |  |  |  |  |  |  |  |  |  |  |  |  |  |  |  |  |  |  |  |  |  |  |  |  |
| Notte | Notte | Notte   | Notte   | Notte   | Notte   |         |         | Erebo    | Erebo    | Erebo    | Erebo    | Erebo     | Erebo     |           |           | Tartaro   | Tartaro   | Tartaro | Tartaro | Tartaro | Tartaro |        |        | Eros   | Eros   | Eros      | Eros      | Eros      | Eros      |           |           | Gea     | Gea     | Gea     | Gea     | Gea           | Gea           |               |               |               |               |        |        |          |          |               |               |               |               |               |               |         |         |         |         |              |              |              |              |              |              |       |       |         |         |         |         |          |          |          |          |             |             |             |             |             |             |       |       |       |       |      |      |  |  |  |  |  |  |  |  |  |  |  |  |  |  |  |  |  |  |  |  |  |  |  |  |  |  |  |  |
| Notte | Notte | Notte   | Notte   | Notte   | Notte   |         |         | Erebo    | Erebo    | Erebo    | Erebo    | Erebo     | Erebo     |           |           | Tartaro   | Tartaro   | Tartaro | Tartaro | Tartaro | Tartaro |        |        | Eros   | Eros   | Eros      | Eros      | Eros      | Eros      |           |           | Gea     | Gea     | Gea     | Gea     | Gea           | Gea           |               |               |               |               |        |        |          |          |               |               |               |               |               |               |         |         |         |         |              |              |              |              |              |              |       |       |         |         |         |         |          |          |          |          |             |             |             |             |             |             |       |       |       |       |      |      |  |  |  |  |  |  |  |  |  |  |  |  |  |  |  |  |  |  |  |  |  |  |  |  |  |  |  |  |
|       |       |         |         |         |         |         |         |          |          |          |          |           |           |           |           |           |           |         |         |         |         |        |        |        |        |           |           |           |           |           |           |         |         |         |         |               |               |               |               |               |               |        |        |          |          |               |               |               |               |               |               |         |         |         |         |              |              |              |              |              |              |       |       |         |         |         |         |          |          |          |          |             |             |             |             |             |             |       |       |       |       |      |      |  |  |  |  |  |  |  |  |  |  |  |  |  |  |  |  |  |  |  |  |  |  |  |  |  |  |  |  |
|       |       |         |         |         |         |         |         |          |          |          |          |           |           |           |           |           |           |         |         |         |         |        |        |        |        |           |           |           |           |           |           |         |         |         |         | Ponto         | Ponto         | Ponto         | Ponto         | Ponto         | Ponto         |        |        |          |          |               |               | Urano         | Urano         | Urano         | Urano         | Urano   | Urano   |         |         |              |              |              |              |              |              |       |       |         |         |         |         |          |          |          |          |             |             |             |             |             |             |       |       |       |       |      |      |  |  |  |  |  |  |  |  |  |  |  |  |  |  |  |  |  |  |  |  |  |  |  |  |  |  |  |  |
|       |       |         |         |         |         |         |         |          |          |          |          |           |           |           |           |           |           |         |         |         |         |        |        |        |        |           |           |           |           |           |           |         |         |         |         | Ponto         | Ponto         | Ponto         | Ponto         | Ponto         | Ponto         |        |        |          |          |               |               | Urano         | Urano         | Urano         | Urano         | Urano   | Urano   |         |         |              |              |              |              |              |              |       |       |         |         |         |         |          |          |          |          |             |             |             |             |             |             |       |       |       |       |      |      |  |  |  |  |  |  |  |  |  |  |  |  |  |  |  |  |  |  |  |  |  |  |  |  |  |  |  |  |
|       |       |         |         |         |         |         |         |          |          |          |          |           |           |           |           |           |           |         |         |         |         |        |        |        |        |           |           |           |           |           |           |         |         |         |         |               |               |               |               |               |               |        |        |          |          |               |               |               |               |               |               |         |         |         |         |              |              |              |              |              |              |       |       |         |         |         |         |          |          |          |          |             |             |             |             |             |             |       |       |       |       |      |      |  |  |  |  |  |  |  |  |  |  |  |  |  |  |  |  |  |  |  |  |  |  |  |  |  |  |  |  |
|       |       |         |         |         |         |         |         |          |          |          |          |           |           |           |           |           |           |         |         |         |         |        |        |        |        |           |           |           |           |           |           |         |         |         |         |               |               |               |               |               |               |        |        |          |          |               |               |               |               |               |               |         |         |         |         |              |              |              |              |              |              |       |       |         |         |         |         |          |          |          |          |             |             |             |             |             |             |       |       |       |       |      |      |  |  |  |  |  |  |  |  |  |  |  |  |  |  |  |  |  |  |  |  |  |  |  |  |  |  |  |  |
|       |       |         |         |         |         |         |         |          |          |          |          |           |           |           |           |           |           |         |         |         |         |        |        |        |        |           |           |           |           |           |           |         |         |         |         |               |               |               |               |               |               |        |        |          |          |               |               |               |               |               |               |         |         |         |         |              |              |              |              |              |              |       |       |         |         |         |         |          |          |          |          |             |             |             |             |             |             |       |       |       |       |      |      |  |  |  |  |  |  |  |  |  |  |  |  |  |  |  |  |  |  |  |  |  |  |  |  |  |  |  |  |
| Nereo | Nereo | Nereo   | Nereo   | Nereo   | Nereo   |         |         | Taumante | Taumante | Taumante | Taumante | Taumante  | Taumante  |           |           | Forco     | Forco     | Forco   | Forco   | Forco   | Forco   |        |        | Ceto   | Ceto   | Ceto      | Ceto      | Ceto      | Ceto      |           |           | Euribia | Euribia | Euribia | Euribia | Euribia       | Euribia       |               |               | Crono         | Crono         | Crono  | Crono  | Crono    | Crono    |               |               | Rea           | Rea           | Rea           | Rea           | Rea     | Rea     |         |         | Altri Titani | Altri Titani | Altri Titani | Altri Titani | Altri Titani | Altri Titani |       |       | Ciclopi | Ciclopi | Ciclopi | Ciclopi | Ciclopi  | Ciclopi  |          |          | Ecatonchiri | Ecatonchiri | Ecatonchiri | Ecatonchiri | Ecatonchiri | Ecatonchiri |       |       |       |       |      |      |  |  |  |  |  |  |  |  |  |  |  |  |  |  |  |  |  |  |  |  |  |  |  |  |  |  |  |  |
| Nereo | Nereo | Nereo   | Nereo   | Nereo   | Nereo   |         |         | Taumante | Taumante | Taumante | Taumante | Taumante  | Taumante  |           |           | Forco     | Forco     | Forco   | Forco   | Forco   | Forco   |        |        | Ceto   | Ceto   | Ceto      | Ceto      | Ceto      | Ceto      |           |           | Euribia | Euribia | Euribia | Euribia | Euribia       | Euribia       |               |               | Crono         | Crono         | Crono  | Crono  | Crono    | Crono    |               |               | Rea           | Rea           | Rea           | Rea           | Rea     | Rea     |         |         | Altri Titani | Altri Titani | Altri Titani | Altri Titani | Altri Titani | Altri Titani |       |       | Ciclopi | Ciclopi | Ciclopi | Ciclopi | Ciclopi  | Ciclopi  |          |          | Ecatonchiri | Ecatonchiri | Ecatonchiri | Ecatonchiri | Ecatonchiri | Ecatonchiri |       |       |       |       |      |      |  |  |  |  |  |  |  |  |  |  |  |  |  |  |  |  |  |  |  |  |  |  |  |  |  |  |  |  |
|       |       |         |         |         |         |         |         |          |          |          |          |           |           |           |           |           |           |         |         |         |         |        |        |        |        |           |           |           |           |           |           |         |         |         |         |               |               |               |               |               |               |        |        |          |          |               |               |               |               |               |               |         |         |         |         |              |              |              |              |              |              |       |       |         |         |         |         |          |          |          |          |             |             |             |             |             |             |       |       |       |       |      |      |  |  |  |  |  |  |  |  |  |  |  |  |  |  |  |  |  |  |  |  |  |  |  |  |  |  |  |  |
|       |       |         |         |         |         |         |         |          |          |          |          |           |           |           |           |           |           |         |         |         |         |        |        |        |        |           |           |           |           |           |           |         |         |         |         |               |               |               |               |               |               |        |        |          |          |               |               |               |               |               |               |         |         |         |         |              |              |              |              |              |              |       |       |         |         |         |         |          |          |          |          |             |             |             |             |             |             |       |       |       |       |      |      |  |  |  |  |  |  |  |  |  |  |  |  |  |  |  |  |  |  |  |  |  |  |  |  |  |  |  |  |
|       |       |         |         |         |         |         |         |          |          |          |          |           |           |           |           |           |           |         |         |         |         |        |        |        |        |           |           |           |           |           |           |         |         |         |         |               |               |               |               |               |               |        |        |          |          |               |               |               |               |               |               |         |         |         |         |              |              |              |              |              |              |       |       |         |         |         |         |          |          |          |          |             |             |             |             |             |             |       |       |       |       |      |      |  |  |  |  |  |  |  |  |  |  |  |  |  |  |  |  |  |  |  |  |  |  |  |  |  |  |  |  |
|       |       | Estia   | Estia   | Estia   | Estia   | Estia   | Estia   |          |          | Demetra  | Demetra  | Demetra   | Demetra   | Demetra   | Demetra   |           |           | Era     | Era     | Era     | Era     | Era    | Era    |        |        | Poseidone | Poseidone | Poseidone | Poseidone | Poseidone | Poseidone |         |         | Ade     | Ade     | Ade           | Ade           | Ade           | Ade           |               |               | Zeus   | Zeus   | Zeus     | Zeus     | Zeus          | Zeus          |               |               |               |               |         |         |         |         |              |              |              |              |              |              |       |       |         |         |         |         |          |          |          |          |             |             |             |             |             |             |       |       |       |       |      |      |  |  |  |  |  |  |  |  |  |  |  |  |  |  |  |  |  |  |  |  |  |  |  |  |  |  |  |  |
|       |       | Estia   | Estia   | Estia   | Estia   | Estia   | Estia   |          |          | Demetra  | Demetra  | Demetra   | Demetra   | Demetra   | Demetra   |           |           | Era     | Era     | Era     | Era     | Era    | Era    |        |        | Poseidone | Poseidone | Poseidone | Poseidone | Poseidone | Poseidone |         |         | Ade     | Ade     | Ade           | Ade           | Ade           | Ade           |               |               | Zeus   | Zeus   | Zeus     | Zeus     | Zeus          | Zeus          |               |               |               |               |         |         |         |         |              |              |              |              |              |              |       |       |         |         |         |         |          |          |          |          |             |             |             |             |             |             |       |       |       |       |      |      |  |  |  |  |  |  |  |  |  |  |  |  |  |  |  |  |  |  |  |  |  |  |  |  |  |  |  |  |
|       |       |         |         |         |         |         |         |          |          |          |          |           |           |           |           |           |           |         |         |         |         |        |        |        |        |           |           |           |           |           |           |         |         |         |         |               |               |               |               |               |               |        |        |          |          |               |               |               |               |               |               |         |         |         |         |              |              |              |              |              |              |       |       |         |         |         |         |          |          |          |          |             |             |             |             |             |             |       |       |       |       |      |      |  |  |  |  |  |  |  |  |  |  |  |  |  |  |  |  |  |  |  |  |  |  |  |  |  |  |  |  |
|       |       | Alcmena | Alcmena | Alcmena | Alcmena | Alcmena | Alcmena |          |          |          |          | Persefone | Persefone | Persefone | Persefone | Persefone | Persefone |         |         |         |         |        |        |        |        |           |           |           |           |           |           |         |         |         |         |               |               |               |               |               |               |        |        |          |          | Latona (Leto) | Latona (Leto) | Latona (Leto) | Latona (Leto) | Latona (Leto) | Latona (Leto) |         |         | Semele  | Semele  | Semele       | Semele       | Semele       | Semele       |              |              | Meti  | Meti  | Meti    | Meti    | Meti    | Meti    |          |          | Dione    | Dione    | Dione       | Dione       | Dione       | Dione       |             |             | Maia  | Maia  | Maia  | Maia  | Maia | Maia |  |  |  |  |  |  |  |  |  |  |  |  |  |  |  |  |  |  |  |  |  |  |  |  |  |  |  |  |
|       |       | Alcmena | Alcmena | Alcmena | Alcmena | Alcmena | Alcmena |          |          |          |          | Persefone | Persefone | Persefone | Persefone | Persefone | Persefone |         |         |         |         |        |        |        |        |           |           |           |           |           |           |         |         |         |         |               |               |               |               |               |               |        |        |          |          | Latona (Leto) | Latona (Leto) | Latona (Leto) | Latona (Leto) | Latona (Leto) | Latona (Leto) |         |         | Semele  | Semele  | Semele       | Semele       | Semele       | Semele       |              |              | Meti  | Meti  | Meti    | Meti    | Meti    | Meti    |          |          | Dione    | Dione    | Dione       | Dione       | Dione       | Dione       |             |             | Maia  | Maia  | Maia  | Maia  | Maia | Maia |  |  |  |  |  |  |  |  |  |  |  |  |  |  |  |  |  |  |  |  |  |  |  |  |  |  |  |  |
|       |       |         |         |         |         |         |         |          |          |          |          |           |           |           |           |           |           |         |         |         |         |        |        |        |        |           |           |           |           |           |           |         |         |         |         |               |               |               |               |               |               |        |        |          |          |               |               |               |               |               |               |         |         |         |         |              |              |              |              |              |              |       |       |         |         |         |         |          |          |          |          |             |             |             |             |             |             |       |       |       |       |      |      |  |  |  |  |  |  |  |  |  |  |  |  |  |  |  |  |  |  |  |  |  |  |  |  |  |  |  |  |
|       |       |         |         |         |         |         |         |          |          |          |          |           |           |           |           |           |           |         |         |         |         |        |        |        |        |           |           |           |           |           |           |         |         |         |         |               |               |               |               |               |               |        |        |          |          |               |               |               |               |               |               |         |         |         |         |              |              |              |              |              |              |       |       |         |         |         |         |          |          |          |          |             |             |             |             |             |             |       |       |       |       |      |      |  |  |  |  |  |  |  |  |  |  |  |  |  |  |  |  |  |  |  |  |  |  |  |  |  |  |  |  |
|       |       |         |         | Eracle  | Eracle  | Eracle  | Eracle  | Eracle   | Eracle   |          |          |           |           | Ares      | Ares      | Ares      | Ares      | Ares    | Ares    |         |         | Ilizia | Ilizia | Ilizia | Ilizia | Ilizia    | Ilizia    |           |           | Ebe       | Ebe       | Ebe     | Ebe     | Ebe     | Ebe     |               |               | Efesto        | Efesto        | Efesto        | Efesto        | Efesto | Efesto |          |          |               |               |               |               |               |               |         |         |         |         |              |              |              |              |              |              |       |       |         |         |         |         |          |          |          |          |             |             |             |             |             |             |       |       |       |       |      |      |  |  |  |  |  |  |  |  |  |  |  |  |  |  |  |  |  |  |  |  |  |  |  |  |  |  |  |  |
|       |       |         |         | Eracle  | Eracle  | Eracle  | Eracle  | Eracle   | Eracle   |          |          |           |           | Ares      | Ares      | Ares      | Ares      | Ares    | Ares    |         |         | Ilizia | Ilizia | Ilizia | Ilizia | Ilizia    | Ilizia    |           |           | Ebe       | Ebe       | Ebe     | Ebe     | Ebe     | Ebe     |               |               | Efesto        | Efesto        | Efesto        | Efesto        | Efesto | Efesto |          |          |               |               |               |               |               |               |         |         |         |         |              |              |              |              |              |              |       |       |         |         |         |         |          |          |          |          |             |             |             |             |             |             |       |       |       |       |      |      |  |  |  |  |  |  |  |  |  |  |  |  |  |  |  |  |  |  |  |  |  |  |  |  |  |  |  |  |
|       |       |         |         |         |         |         |         |          |          |          |          |           |           |           |           |           |           |         |         |         |         |        |        |        |        |           |           |           |           |           |           |         |         |         |         |               |               |               |               |               |               |        |        |          |          |               |               |               |               |               |               |         |         |         |         |              |              |              |              |              |              |       |       |         |         |         |         |          |          |          |          |             |             |             |             |             |             |       |       |       |       |      |      |  |  |  |  |  |  |  |  |  |  |  |  |  |  |  |  |  |  |  |  |  |  |  |  |  |  |  |  |
|       |       |         |         |         |         |         |         |          |          |          |          |           |           |           |           |           |           |         |         |         |         |        |        |        |        |           |           |           |           |           |           |         |         |         |         |               |               |               |               |               |               |        |        |          |          |               |               |               |               |               |               |         |         |         |         |              |              |              |              |              |              |       |       |         |         |         |         |          |          |          |          |             |             |             |             |             |             |       |       |       |       |      |      |  |  |  |  |  |  |  |  |  |  |  |  |  |  |  |  |  |  |  |  |  |  |  |  |  |  |  |  |
|       |       |         |         |         |         |         |         |          |          |          |          |           |           |           |           |           |           |         |         |         |         |        |        |        |        |           |           |           |           |           |           |         |         |         |         | Apollo (Febo) | Apollo (Febo) | Apollo (Febo) | Apollo (Febo) | Apollo (Febo) | Apollo (Febo) |        |        | Artemide | Artemide | Artemide      | Artemide      | Artemide      | Artemide      |               |               | Dioniso | Dioniso | Dioniso | Dioniso | Dioniso      | Dioniso      |              |              | Atena        | Atena        | Atena | Atena | Atena   | Atena   |         |         | Afrodite | Afrodite | Afrodite | Afrodite | Afrodite    | Afrodite    |             |             | Ermes       | Ermes       | Ermes | Ermes | Ermes | Ermes |      |      |  |  |  |  |  |  |  |  |  |  |  |  |  |  |  |  |  |  |  |  |  |  |  |  |  |  |  |  |

## Divinità e altre figure mitologiche

### Divinità dell'Olimpo
| Divinità  | Dominio | Simboli                                     | Genealogia/Famiglia                                                                  | Divinità romana |
| --------- | --- | ------------------------------------------- | ------------------------------------------------------------------------------------ | --------------- |
| Ade       | Dio degli Inferi, dei morti, delle ricchezze della terra                                                                   | Corvo, Cerbero, elmo dell'invisibilità      | Figlio di Crono e Rea, fratello di Zeus e Poseidone                                  | Plutone         |
| Afrodite  | Dea dell'amore, della seduzione, della bellezza                                                                            | Colomba, mela, anfora, specchio             | Nata dalla schiuma del mare, consorte di Efesto (o in altre versioni figlia di Zeus) | Venere          |
| Apollo    | Dio della luce, della musica, dell'arte, della poesia, della medicina, della malattia, del tiro con l'arco, della profezia | Lira, arco e frecce, delfino, alloro, corvo | Figlio di Zeus e Leto, fratello gemello di Artemide                                  | Apollo          |
| Ares      | Dio della guerra sanguinaria, della violenza                                                                               | Lancia, elmo, scudo, carro da guerra        | Figlio di Zeus e Era                                                                 | Marte           |
| Artemide  | Dea della caccia, della natura selvaggia, degli animali, della luna                                                        | Arco e frecce, cervo, luna                  | Figlia di Zeus e Leto, sorella gemella di Apollo                                     | Diana           |
| Atena     | Dea della saggezza, della strategia militare, della guerra giusta, dell'artigianato                                        | Civetta, armatura, scudo, lancia, oliva     | Nata dalla testa di Zeus, senza madre                                                | Minerva         |
| Demetra   | Dea dell'agricoltura, della natura, della fertilità                                                                        | Spiga di grano, falce, torchio              | Figlia di Crono e Rea, sorella di Zeus, Poseidone, Estia, Era e Ade                  | Cerere          |
| Dioniso   | Dio del vino, delle feste, della vitalità e dell'ebrezza                                                                   | Viti, coppa, leopardo, pantera              | Figlio di Zeus e Semele, nato da una coscia di Zeus                                  | Bacco           |
| Efesto    | Dio del fuoco, della metallurgia, dei fabbri, delle armi                                                                   | Martello, incudine, fuoco, volpe, cavallo   | Figlio di Zeus e Era (in alcune versioni, nato solo da Era)                          | Vulcano         |
| Era       | Dea del matrimonio, della fedeltà coniugale                                                                                | Pavone, melograno                           | Figlia di Crono e Rea, sorella e moglie di Zeus                                      | Giunone         |
| Eracle    | Eroe che divenne dio dopo le sue eroiche imprese                                                                           | Leone di Nemea, mazza, clava                | Figlio di Zeus e Alcmena, semidio che diventa divinità a seguito delle sue fatiche   | Ercole          |
| Ermes     | Messaggero degli dèi, dio dei ladri, dei mercanti, dei viandanti, della furbizia                                           | Caduceo, sandali alati, elmo alato          | Figlio di Zeus e Maia                                                                | Mercurio        |
| Estia     | Dea del fuoco sacro, della casa                                                                                            | Fiamma, braciere, cuoco                     | Figlia di Crono e Rea, sorella di Zeus, Poseidone, Ade, Demetra ed Era               | Vesta           |
| Poseidone | Dio del mare, dei terremoti, delle acque, della navigazione                                                                | Tridente, cavallo marino, delfino           | Figlio di Crono e Rea, fratello di Zeus e Ade                                        | Nettuno         |
| Zeus      | Re degli dèi, dio dei cieli, dei fulmini, dei fenomeni atmosferici                                                         | Fulmine, aquila, scettro                    | Figlio di Crono e Rea, fratello di Poseidone, Ade, Era, Demetra ed Estia             | Giove           |

### Titani
| Divinità      | Dominio                                             | Genealogia/Famiglia                                                         | Divinità romana |
| ------------- | --------------------------------------------------- | --------------------------------------------------------------------------- | --------------- |
| Dodici titani |                                                     |                                                                             |                 |
| Ceo           | Titano dell'intelligenza e dell'axis mundi          | Figlio di Urano e Gea                                                       |                 |
| Crio          | Titano delle costellazioni                          | Figlio di Urano e Gea                                                       |                 |
| Crono         | Sovrano dei Titani, titano del tempo                | Figlio di Urano e Gea, padre di Zeus, Poseidone, Ade, Era, Demetra ed Estia | Saturno         |
| Iperione      | Titano della luce                                   | Figlio di Urano e Gea                                                       |                 |
| Giapeto       | Titano dell'umanità                                 | Figlio di Urano e Gea                                                       |                 |
| Mnemosine     | Titanessa della memoria                             | Figlia di Urano e Gea                                                       |                 |
| Oceano        | Titano del fiume che circonda la Terra              | Figlio di Urano e Gea                                                       |                 |
| Febe          | Titanessa della luna e della profezia               | Figlia di Urano e Gea                                                       |                 |
| Rea           | Titanessa della fertilità, madre degli dèi olimpici | Figlia di Urano e Gea, moglie di Crono                                      | Opi/Cibele      |
| Teti          | Titanessa marina, sposa di Oceano                   | Figlia di Urano e Gea                                                       |                 |
| Teia          | Titanessa della vista e della luce celeste          | Figlia di Urano e Gea                                                       |                 |
| Temi          | Titanessa della giustizia e dell'ordine             | Figlia di Urano e Gea                                                       |                 |
| Altri titani  |                                                     |                                                                             |                 |
| Atlante       | Titano che sostiene il cielo                        | Figlio di Giapeto e Climene                                                 |                 |
| Epimeteo      | Titano dell'imprudenza, fratello di Prometeo        | Figlio di Giapeto e Climene                                                 |                 |
| Prometeo      | Titano della previdenza, creatore dell'umanità      | Figlio di Giapeto e Climene                                                 |                 |

### Dèi primordiali
| Divinità | Dominio                                                | Genealogia/Famiglia                                                         | Divinità romana |
| -------- | ------------------------------------------------------ | --------------------------------------------------------------------------- | --------------- |
| Caos     | Caos primordiale, rappresentante del vuoto primordiale | Nessuna discendenza diretta                                                 |                 |
| Emera    | Giorno, personificazione del giorno                    | Figlia di Urano e Gea                                                       |                 |
| Erebo    | Oscurità, personificazione dell'oscurità               | Figlio di Caos secondo Esiodo; figlio di Fanes secondo la cosmogonia orfica |                 |
| Eros     | Amore, forza creatrice dell'universo                   | Figlio di Caos secondo Esiodo; figlio di Fanes secondo la cosmogonia orfica | Cupido          |
| Etere    | Cielo superiore, luce celeste                          | Figlio di Urano e Gea                                                       |                 |
| Gea      | Terra, madre di tutte le cose                          | Madre dei dodici titani                                                     | Tellure         |
| Notte    | Notte, personificazione della notte                    | Figlia di Caos secondo Esiodo; figlia di Fanes secondo la cosmogonia orfica |                 |
| Tartaro  | Abisso profondo, luogo degli inferi                    | Nessuna discendenza diretta                                                 |                 |
| Urano    | Cielo, padre degli dèi                                 | Padre dei dodici titani                                                     | Urano           |

### Muse
| Divinità  | Dominio                                                    | Genealogia/Famiglia        |
| --------- | ---------------------------------------------------------- | -------------------------- |
| Calliope  | Musa della poesia epica e della retorica                   | Figlia di Zeus e Mnemosine |
| Clio      | Musa della storia e della poesia encomiastica              | Figlia di Zeus e Mnemosine |
| Erato     | Musa della poesia amorosa e della lirica                   | Figlia di Zeus e Mnemosine |
| Euterpe   | Musa della musica e della flauto                           | Figlia di Zeus e Mnemosine |
| Melpomene | Musa della tragedia                                        | Figlia di Zeus e Mnemosine |
| Polimnia  | Musa della musica sacra, della danza e della poesia corale | Figlia di Zeus e Mnemosine |
| Tersicore | Musa della danza e della musica corale                     | Figlia di Zeus e Mnemosine |
| Urania    | Musa dell'astronomia e dell'astrologia                     | Figlia di Zeus e Mnemosine |
| Talia     | Musa della commedia e della poesia pastorale               | Figlia di Zeus e Mnemosine |

### Erinni
| Divinità | Dominio                                              | Genealogia/Famiglia                         |
| -------- | ---------------------------------------------------- | ------------------------------------------- |
| Aletto   | Personificazione dell'ira e della vendetta           | Figlia di Gea, generata dal sangue di Urano |
| Megera   | Personificazione dell'invidia e della gelosia        | Figlia di Gea, generata dal sangue di Urano |
| Tisifone | Personificazione della punizione dei crimini omicidi | Figlia di Gea, generata dal sangue di Urano |

## Importanza dei miti nella cultura greca

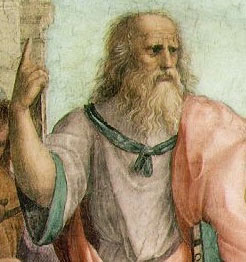
Platone - Raffaello - Dettaglio degli affreschi della Stanza della Segnatura - Palazzi vaticani.

La conoscenza della mitologia era profondamente radicata e faceva parte della vita quotidiana degli antichi greci. I Greci consideravano la mitologia come parte della loro storia. Si servivano dei miti per spiegare sia i fenomeni naturali, sia le diversità culturali e le inimicizie e alleanze politiche. Provavano un sincero orgoglio quando pensavano di essere riusciti a scoprire che la linea genealogica di uno dei loro re o leader risaliva fino ad un dio o a un eroe. Pochi credevano che i racconti dell'Iliade e dell'Odissea non corrispondessero ad eventi effettivamente accaduti. La profonda conoscenza dell'epica omerica era considerata dai Greci come la base del loro processo di accrescimento culturale. Omero era "l'istruzione della Grecia" (Ἑλλάδος παίδευσις), e i suoi componimenti "Il Libro".

### La filosofia e il mito
Verso la fine del V secolo a.C. videro la luce i primi scritti filosofici e storici ispirati a un pensiero razionale e il destino dei racconti mitologici si fece incerto, anche perché si stava facendo largo una concezione della storia, come quella di Tucidide, che tendeva a escludere dalle genealogie le discendenze sovrannaturali: mentre i poeti e i drammaturghi stavano rielaborando gli antichi miti, gli storici e i filosofi cominciarono a criticarli.
Alcuni filosofi come Senofane di Colofone già a partire dal VI secolo a.C. avevano cominciato a bollare i racconti dei poeti come menzogne blasfeme; Senofane lamentava che Omero ed Esiodo attribuissero agli dei «tutto ciò che è vergognoso e riprovevole tra gli uomini: rubano, commettono adulterio e si ingannano l'un l'altro». Questo modo di pensare trova la sua più compiuta espressione nella Repubblica e nelle Leggi di Platone. Il filosofo creò una propria mitologia allegorica, attaccò i racconti tradizionali e si oppose al ruolo centrale che avevano fino ad allora nella letteratura greca. La critica di Platone (definiva gli antichi miti "chiacchiere da donnette") rappresentò la prima vera sfida alla tradizione omerica. Da parte sua, Aristotele criticò l'approccio filosofico dei Presocratici, ancora influenzato dai miti, e sottolineò che «Esiodo e i compositori di Teogonie si occupavano solo di ciò che sembrava vero a loro stessi, senza avere rispetto per noi […] Ma non vale la pena prendere sul serio scrittori che si basano sulla mitologia; da buoni studiosi che si preoccupano di provare le loro affermazioni, dobbiamo mettere le loro teorie alle strette».
Neppure Platone fu comunque in grado di sottrarre pienamente se stesso, né tantomeno la società del tempo, dall'influenza esercitata dai miti: la caratterizzazione che fa nei suoi scritti del personaggio di Socrate è infatti chiaramente basata su modelli omerici e tragici tradizionali, dei quali il filosofo si serve per celebrare la virtuosa vita del suo maestro.
Alcuni studiosi ritengono che il rifiuto della tradizione omerica propugnato da Platone non sia stato comunque effettivamente recepito dalla società greca. Gli antichi miti continuarono ad essere mantenuti vivi nei culti locali e continuarono costituire fonte di ispirazione per poeti, pittori e scultori.
Nel V secolo a.C. Euripide, muovendosi con maggiore leggerezza, spesso giocò con le antiche tradizioni, parodiandole e facendo notare i suoi dubbi in materia attraverso le voci dei personaggi dei suoi lavori, le cui trame sono comunque tutte ispirate ai miti stessi. Molte di queste opere furono scritte come risposta a precedenti versioni delle leggende: Euripide si occupa soprattutto delle storie che riguardano gli dei e le critica in modo simile a quello di Senofane, facendo notare come gli dei, nell'immaginario tradizionale, assomiglino agli uomini in maniera fin troppo grossolana ".

### Il razionalismo ellenistico e romano

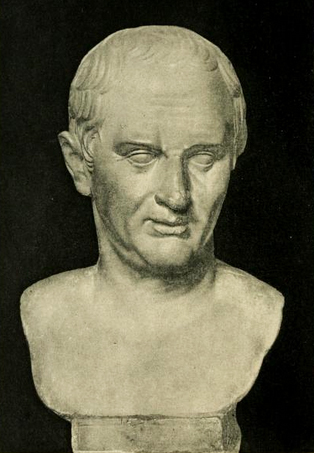
Cicerone - Busto in marmo di epoca romana - Museo del Prado - Madrid.

Durante l'epoca ellenistica, la conoscenza della mitologia cominciò ad essere considerata come un segno di profonda cultura, e chi ne fosse stato in possesso come appartenente ad una classe sociale e culturale elevata. Allo stesso tempo, la virata verso un approccio scettico nei suoi confronti divenne ancor più accentuata. Il mitografo greco Evemero inaugurò l'abitudine di ricercare le basi storiche e reali a cui far risalire l'origine degli antichi miti. Nonostante la sua opera Sacra scrittura sia andata perduta, si è potuto ricostruirne gran parte del contenuto grazie a quanto riportato nelle opere di Diodoro Siculo e Lattanzio.
La razionalizzazione dell'ermeneutica del mito fu un procedimento che diventò ancora più popolare in epoca imperiale romana, grazie alle teorie materialiste dei filosofi stoici ed epicurei. Gli stoici spiegavano gli dei e gli eroi come interpretazioni fantasiose di fenomeni naturali, mentre gli evemeristi li vedevano come adattamenti di figure storiche. Gli stoici e i neoplatonici valorizzavano però anche il significato morale posseduto dalle tradizioni mitologiche, spesso basandosi sull'etimologia dei nomi greci. Lucrezio, con il suo insegnamento ispirato alla filosofia epicurea, tentò di estirpare le paure dettate dalla superstizione derivante dalla mitologia dalle menti dei suoi concittadini. Anche Tito Livio si mostra scettico nei confronti della tradizione mitologica e afferma che non intende dare giudizi su queste leggende (fabulae).
Per i Romani, caratterizzati di un forte senso religioso e dalla tendenza alla mantenimento delle tradizioni, la sfida consisteva nel riuscire a difendere le tradizioni stesse ammettendo al tempo stesso che spesso si trattava di storie che fornivano terreno fertile allo sviluppo di mere superstizioni. L'erudito Marco Terenzio Varrone, che considerava la religione come un'istituzione umana di grande importanza per la conservazione del bene sociale, studiò a lungo e con rigore le origini dei culti religiosi. Nella sua opera Antiquitates rerum divinarum (opera andata perduta ma della quale La città di Dio di Agostino d'Ippona riporta lo schema generale) Varrone sostiene che, mentre le persone superstiziose temono gli dei, chi è dotato di un vero sentimento religioso li venera come fossero i propri genitori. Con il suo lavoro individua tre tipi di divinità:
- Gli dei della natura: personificazioni dei fenomeni naturali come la pioggia ed il fuoco.
- Gli dei dei poeti: inventati da cantori senza troppi scrupoli per accendere le passioni.
- Gli dei della città: inventati da saggi legislatori per lusingare e fornire spiegazioni alla popolazione.

Anche Cicerone si mostra generalmente sprezzante verso i miti ma, come Varrone, sostiene con entusiasmo la religione di Stato e le sue istituzioni. È difficile dire con sicurezza fino a quale gradino della scala sociale si fosse diffuso questo atteggiamento razionalista: Cicerone afferma che nessuno (neppure le vecchie e i bambini) è così folle da temere i mostri dell'Ade, Scilla, i centauri o altre simili creature ma, d'altra parte, in altri passi l'oratore si lamenta del carattere superstizioso e credulone del popolo.

### Le spinte sincretistiche

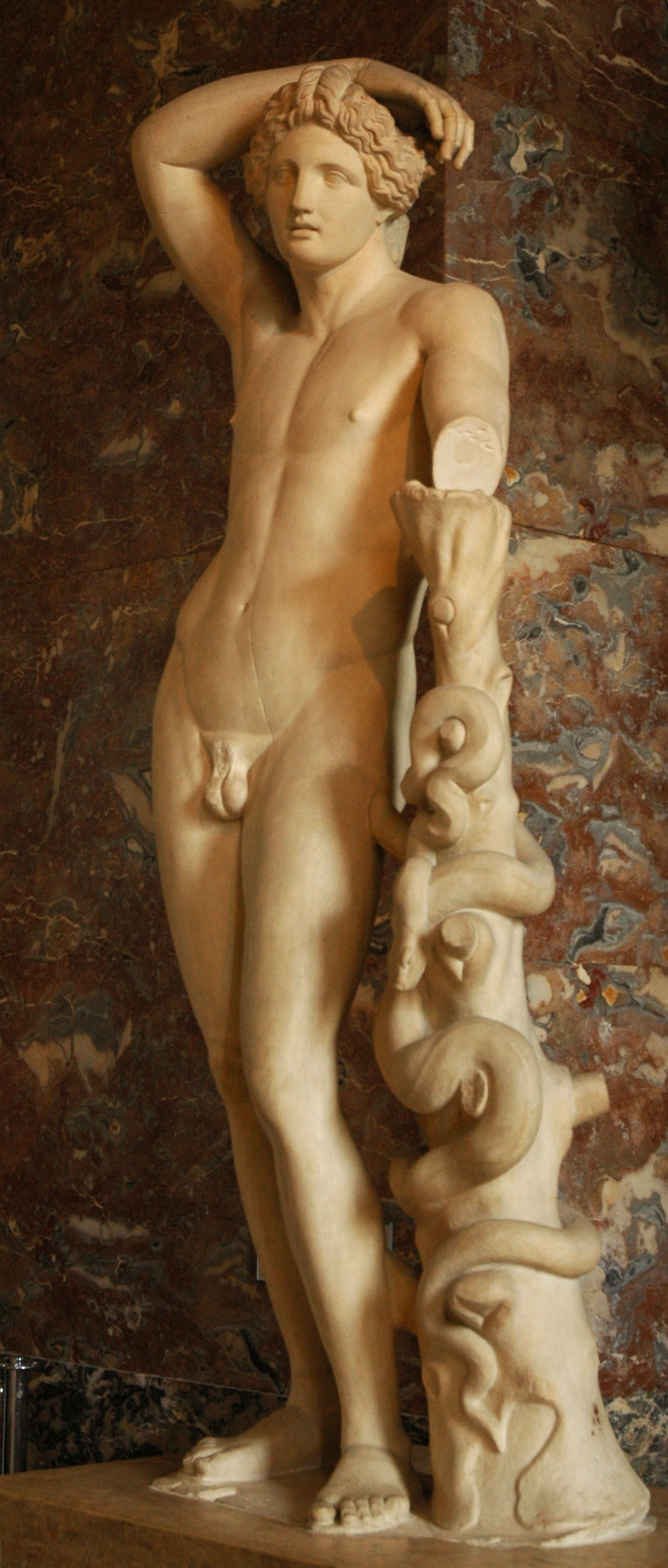
L'Apollo Licio - Copia romana di un possibile originale di Prassitele - Museo del Louvre - Parigi

Nel corso dell'epoca romana fa la sua comparsa la tendenza da parte di alcuni strati di popolazione a fondere tra loro varie divinità greche e straniere, dando così origine a nuovi e sostanzialmente irriconoscibili culti. Questo processo di sincretizzazione era dovuto innanzitutto al fatto che la mitologia romana originale era alquanto scarna, e aveva inglobato in sé buona parte delle tradizioni mitologiche greche: in questo modo si può dire che già le maggiori divinità romane erano fuse con quelle greche. Oltre a questa precedente combinazione delle due tradizioni, l'accostarsi della civiltà romana ad ulteriori forme di religiosità di origine orientale portò a nuove contaminazioni e sincretismi. Ad esempio, il culto del Sole fu introdotto a Roma dopo le vincenti campagne militari di Aureliano in Siria. Le divinità asiatiche Mitra (ovvero il sole) e Baal finirono per essere fuse con Apollo ed Elio, dando vita al culto del Sol Invictus che riunisce riti e attributi diversi. Apollo tendenzialmente venne sempre più identificato con il sole, o talvolta anche con Dioniso, ma i testi scritti che riportano i miti a lui legati raramente tengono conto di questi sviluppi. La letteratura mitologica tradizionale era sempre più lontana da quelli che erano i culti in realtà praticati.
Anche la raccolta degli Inni Orfici e i Saturnali di Macrobio, risalenti al II secolo sono influenzati dalle teorie razionaliste e dalle tendenze sincretistiche. Gli Inni orfici sono una raccolta di componimenti poetici di epoca preclassica attribuiti ad Orfeo, a sua volta oggetto di un mito mutato e rinnovato. In realtà questi poemetti furono composti da molti poeti diversi, e contengono molti interessanti riferimenti alla mitologia europea di epoca preistorica.

## Interpretazioni moderne
La nascita delle moderne interpretazioni della mitologia greca è vista da alcuni studiosi come effetto della reazione avvenuta alla fine del XVIII secolo contro il «tradizionale atteggiamento cristiano di ostilità» dal quale era stata da sempre intrappolata la reinterpretazione cristiana dei miti, che li riduceva quindi a semplici favole o bugie. Verso il 1795 in Germania vi fu un crescente interesse verso Omero e la mitologia greca in generale: Johann Matthias Gesner a Gottinga iniziò a sviluppare nuovamente gli studi sull'antica Grecia, mentre il suo successore Christian Gottlob Heyne lavorò insieme a Johann Joachim Winckelmann ponendo le basi per la ripresa degli studi mitologici sia nel proprio paese che nel resto d'Europa.

### L'approccio comparativo e psicoanalitico

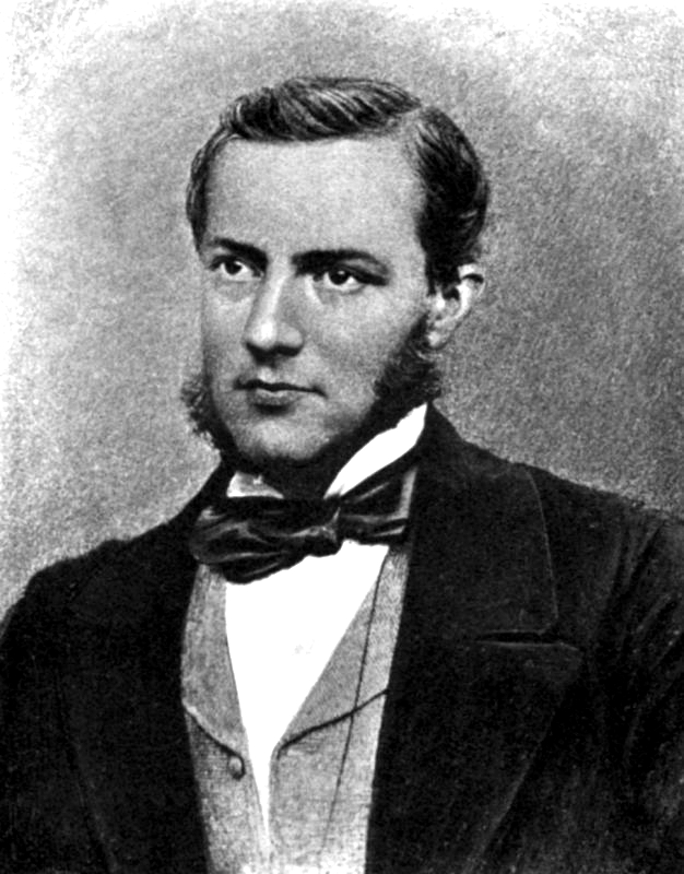
Max Müller (1823-1900) è considerato uno dei fondatori della mitologia comparativa.

Lo sviluppo della filologia comparativa avvenuto nel XIX secolo insieme con le scoperte di carattere etnologico del secolo successivo posero le basi per la nascita di un'effettiva scienza che si occupa dei miti. A partire dell'epoca romantica tutti gli studi mitologici hanno avuto un carattere comparativo. Wilhelm Mannhardt, James Frazer, e Stith Thompson si servirono di questo tipo di approccio per raccogliere e classificare i diversi racconti popolari e mitologici, Nel 1871 Edward Burnett Tylor pubblicò il suo lavoro Primitive Culture nel quale, applicando il metodo comparativo, tentava di spiegare l'origine e l'evoluzione del pensiero religioso. La procedura seguita da Tylor, che consisteva nell'analizzare insieme resti, rituali e miti appartenenti a culture molto diverse tra loro, influenzò l'opera di Carl Gustav Jung e Joseph Campbell. Max Müller applicò questa nuova scienza allo studio dei miti, nei quali rintracciò i resti trasformati dell'antico panteismo di origine ariana. Bronisław Malinowski pose l'accento sul modo in cui i miti adempiano a funzioni sociali comuni alle varie culture. Claude Lévi-Strauss e altri strutturalisti hanno comparato le relazioni formali e le strutture dei miti di tutto il mondo.

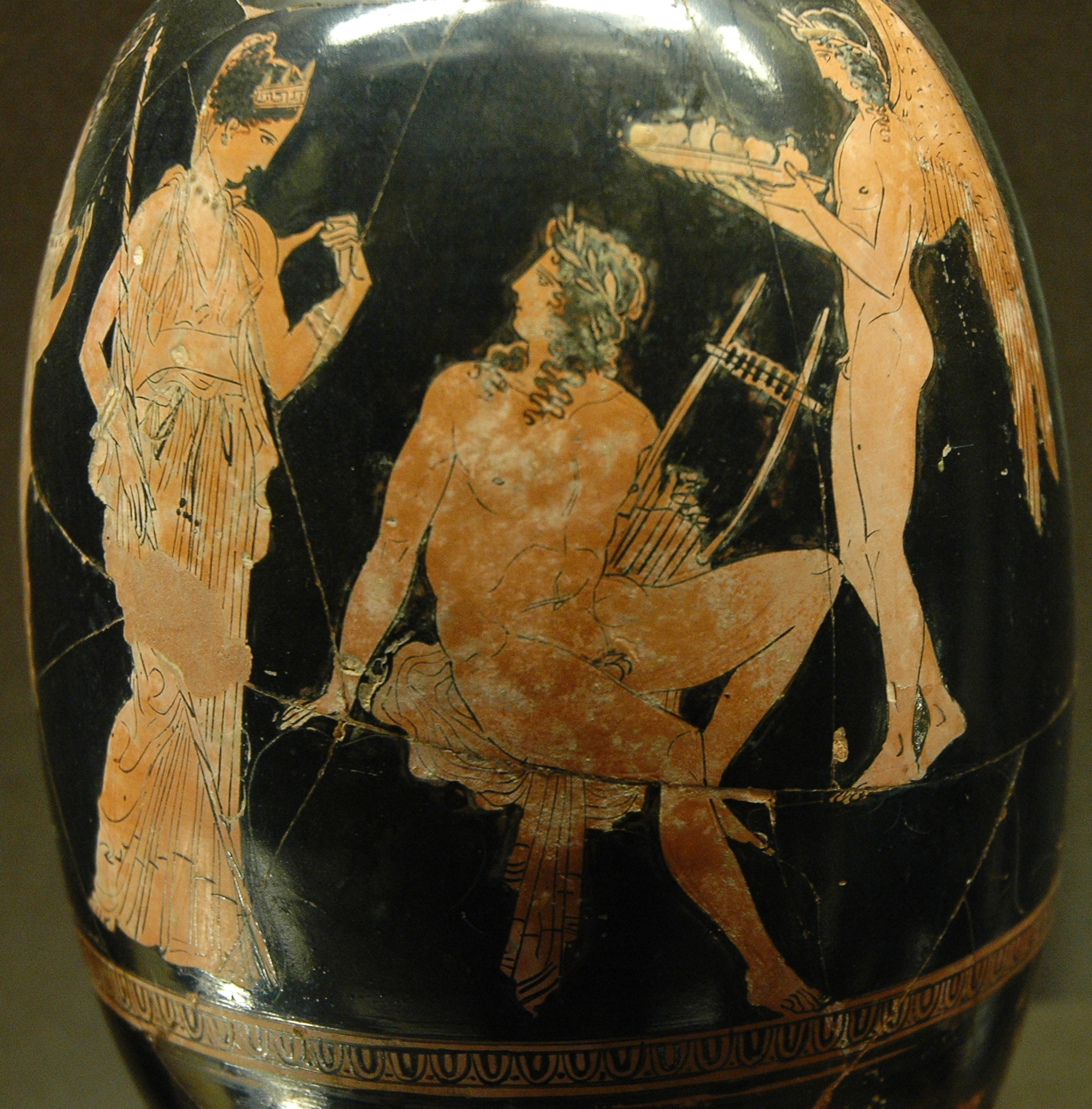
Afrodite e Adone – Vaso a figure rosse - 410 a.C. circa – Museo del Louvre – Parigi.

### Teorie sull'origine dei miti
Esistono varie teorie moderne riguardo all'origine della mitologia greca. Secondo una teoria tutte le leggende sono derivate dai racconti contenuti nei Testi sacri, sebbene i fatti siano stati in seguito fraintesi e alterati. Secondo la "teoria storica" (evemerista) tutti i personaggi citati dalla mitologia furono in realtà persone umane realmente esistite, che in seguito i racconti che a loro si riferiscono hanno più o meno completamente trasfigurato. Così, ad esempio, la leggenda di Eolo si suppone che derivi dal fatto che Eolo nei tempi antichi sia stato il signore di alcune isole del Mar Tirreno. La "teoria allegorica" suppone che tutti gli antichi miti siano interpretazioni allegoriche e simboliche dei fatti, mentre la "teoria fisica" è sposata da coloro che ritengono che in antico gli elementi naturali come acqua, terra e fuoco fossero oggetto di adorazione religiosa e quindi le divinità principali non fossero che personificazioni di queste forze della natura. Max Müller tentò di ricostruire una forma di religione Indoeuropea risalendo all'indietro verso le sue origini di tipo Ariano. Nel 1891 egli affermò che «la più importante scoperta che è stata fatta nel corso del diciannovesimo secolo riguardo alla storia dell'umanità […] è questa semplice equazione: sanscrito Dyaus-Pitar = greco Zeus = latino Iupiter = norreno Týr». Anche in altri casi i parallelismi che è possibile riscontrare tra i personaggi e le loro funzioni suggeriscono che vi sia un'origine comune, sebbene la mancanza di riscontri di tipo linguistico renda difficile provarlo, come nei casi di Urano ed il sanscrito Varuṇa o delle Moire e le nordiche Norne.

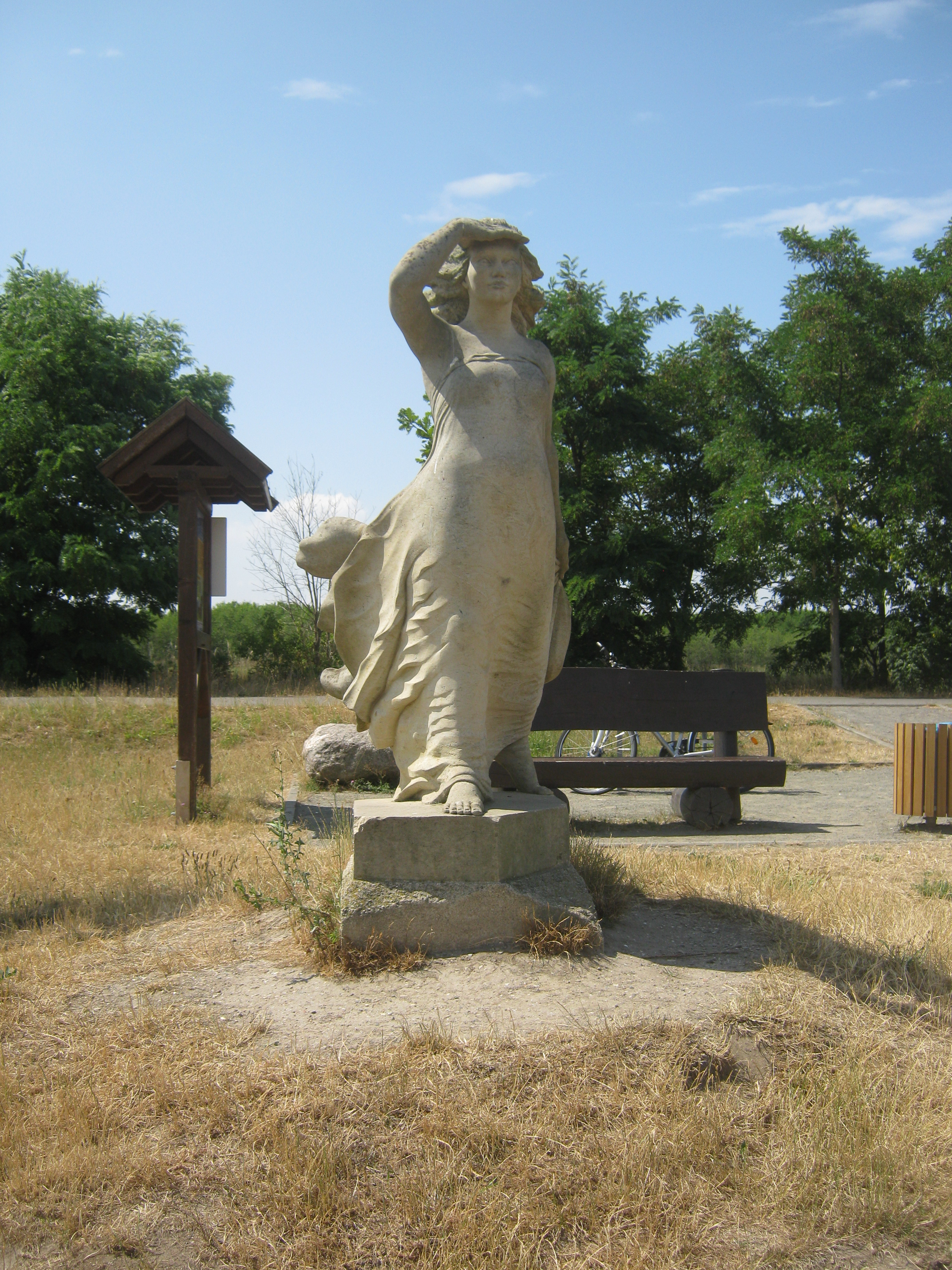
Penelope (2010), scultura situata a Markkleeberg (Germania), opera di Marie Josefin Flechsig e Stefan Zimmermann.

L'archeologia e la mitografia, da parte loro, hanno rivelato che i Greci subirono in parte l'influenza culturale di alcune delle civiltà dell'Asia Minore e del Vicino Oriente. La figura di Adone sembra in effetti essere la controparte greca – e la cosa è più evidente nel culto che nel mito – di un "dio morente" asiatico. Cibele ha un'origine anatolica mentre l'iconografia di Afrodite è in larga parte tratta da quella di divinità semitiche. Alcuni studiosi ritengono che la mitologia greca sia debitrice anche nei confronti delle civiltà pre-elleniche: Creta, Micene, Pilo, Tebe e Orcomeno. Gli storici della religione furono affascinati dal gran numero di antiche leggende che, apparentemente, mostrano una connessione con Creta (il dio-toro, Zeus ed Europa, il mito di Pasifae ecc.): Martin P. Nilsson ne concluse che tutti i grandi miti greci classici erano legati ai centri della cultura micenea e trovano le loro radici in epoca preistorica. Tuttavia, secondo Burkert, l'iconografia risalente all'epoca dei palazzi cretesi in sostanza non fornisce alcun appoggio per queste teorie.

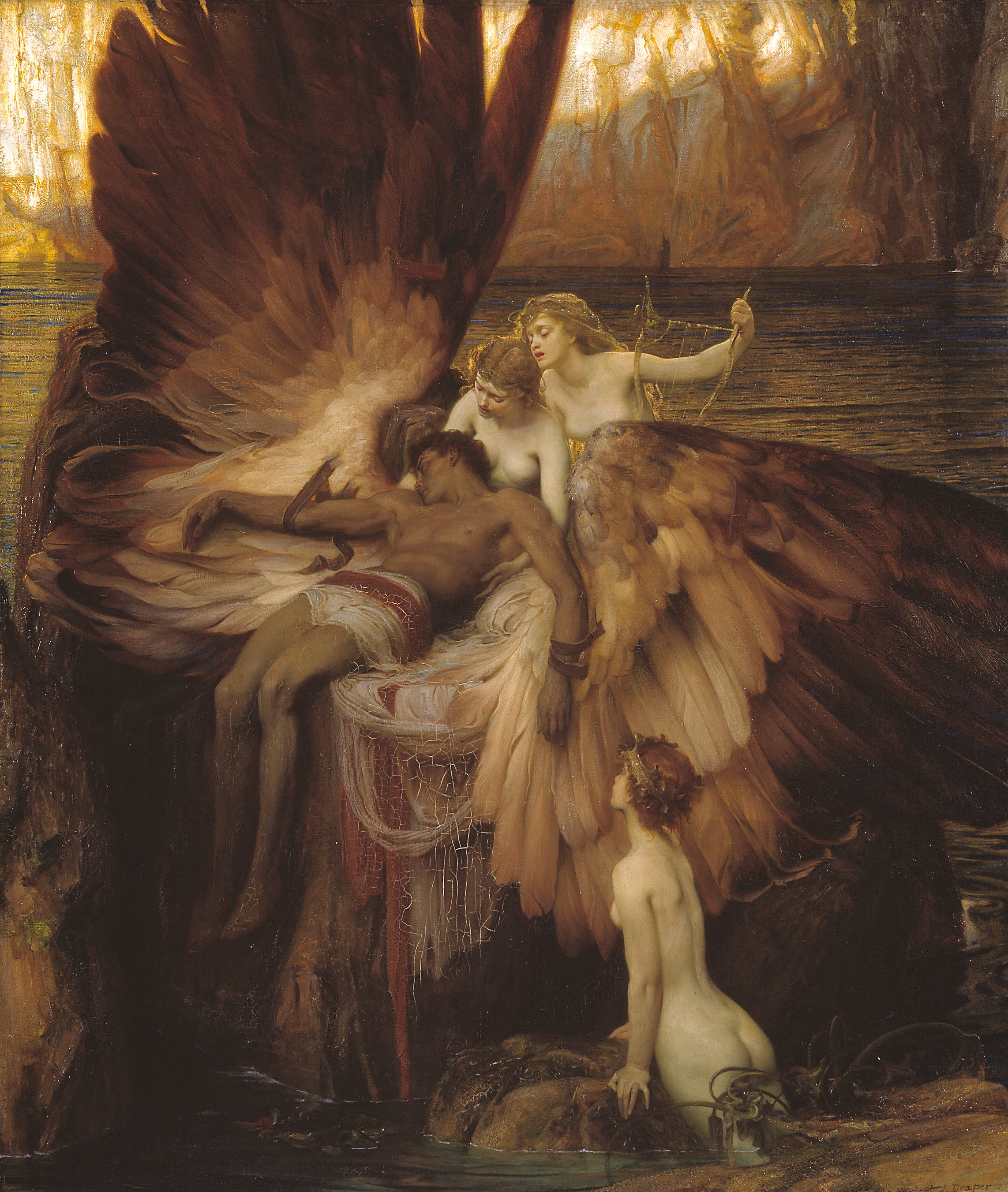
Il lamento per Icaro (1898), dipinto vittoriano, conservato alla Tate Britain.

## La mitologia greca nella cultura di massa
La mitologia greca, grazie alla sua grande importanza storica e popolarità, è stata utilizzata come fonte o ispirazione per numerose opere d'arte figurativa, e in film, videogiochi e libri. Alcuni esempi sono il film colossal Troy il quale narra gli eventi della nota Guerra di Troia e il film d'animazione della Disney Hercules. I videogiochi più noti basati sulla mitologia greca sono quelli appartenenti alla saga di God of War con protagonista Kratos, un guerriero di Sparta, ispirato alla figura mitologica divina greca Cratos. Per quanto concerne le opere scritte, la mitologia greca ha dato l'ispirazione per numerose opere fra cui Il canto di Penelope della scrittrice Margaret Atwood, Cassandra di Christa Wolf e Circe di Madeline Miller.
In ambito videoludico, nella visual novel d'impronta noir Dry Drowning il protagonista dovrà cercare di risolvere una serie di delitti ispirati ai miti della mitologia greca.

## La mitologia greca nell'arte e nella letteratura occidentale
L'amplissima diffusione del Cristianesimo non ostacolò comunque la popolarità dei miti. Con la riscoperta dell'antichità classica avvenuta nel Rinascimento, le poesie di Ovidio divennero una delle fonti di ispirazione principali per poeti, drammaturghi, musicisti e artisti. A partire dai primi anni dell'epoca rinascimentale artisti come Leonardo da Vinci, Michelangelo e Raffaello ritrassero scene pagane tratte dalla mitologia greca insieme a più convenzionali temi cristiani. Attraverso le traduzioni e le opere in latino, i miti greci influenzarono in Italia anche poeti come Petrarca, Dante e Boccaccio.
Nel nord dell'Europa, la mitologia greca non ebbe la stessa influenza nelle arti figurative, ma i suoi effetti furono evidenti in ambito letterario. L'immaginario inglese ne fu permeato a partire da Geoffrey Chaucer e John Milton, per continuare con William Shakespeare e con Robert Bridges nel XX secolo. In Francia e Germania Racine e Goethe riportarono in auge il dramma greco, rielaborando i miti antichi. Nonostante nel XVII secolo, l'età dell'Illuminismo vi sia stata una reazione di rigetto nei confronti dei miti greci, questi continuarono a rappresentare una fonte di materiali da rielaborare per i drammaturghi, tra i quali gli autori dei libretti di molte delle opere di Händel e di Mozart. Alla fine del secolo l'avvento del Romanticismo segnò uno scoppio di entusiasmo e di attenzione per tutto ciò che era greco inclusa, ovviamente, la mitologia. In Inghilterra le nuove traduzioni di Omero e delle tragedie classiche ispirarono poeti come Tennyson, Keats, Byron e Shelley. In epoche più recenti i temi classici sono stati reinterpretati da drammaturghi come Jean Cocteau e Jean Giraudoux in Francia, Eugene O'Neill in America e Thomas Stearns Eliot in Inghilterra, oltre che da romanzieri come James Joyce e André Gide.

### Fonti primarie (greche e romane)
- Eschilo, I Persiani. Traduzione italiana integrale su www.miti3000
- Eschilo, Prometeo incatenato Traduzione italiana integrale su www.miti3000
- Pseudo-Apollodoro, Biblioteca ed Epitome.
- Apollonio Rodio, Le Argonautiche, Libro I Ampio riassunto dell'opera da Sunelweb
- Cicerone, Tusculanae Disputationes.
- Cicerone, De divinatione, Libro I (traduzione italiana)
- Cicerone, De divinatione, Libro II (traduzione italiana)
- Erodoto, Storie, Traduzione italiana integrale
- Esiodo, Le opere e i giorni. Traduzione italiana integrale su www.miti3000
- Omero, Iliade. (La traduzione è presente su Wikisources)
- Inno Omerico ad Afrodite. Ampi riassunti degli Inni omerici da Sunelweb
- Inno Omerico a Demetra. (vedi sopra)
- Inno Omerico ad Ermes. (vedi sopra)
- Ovidio, Metamorfosi
- Pindaro, Odi Pitiche, 4: Per la gara con il carro di Arcesilao di Cirene 462 a.C.
- Platone, Apologia di Socrate Traduzione italiana Archiviato l'8 marzo 2018 in Internet Archive.
- Platone, Teeteto. Traduzione italiana (PDF)

### Fonti secondarie
In lingua italiana
- Bruit Zaidman, Louise. - Schmitt Pantel, Pauline (1992, 2004²). La religione greca. Roma-Bari, Laterza.
- Burkert, Walter (2003). La religione greca di epoca arcaica e classica. Milano, Jaca Books.
- Buxton, R. (1997). La Grecia dell'immaginario. Firenze, La Nuova Italia.
- Carassiti, Anna Maria (2001). Dizionario di mitologia greca e romana. Roma, Newton Compton.
- Colli, Giorgio (1995³). La sapienza greca. Vol I, Dioniso - Apollo - Eleusi - Orfeo - Museo - Iperborei - Enigma. Adelphi ISBN 88-459-0761-9
- A. Ferrari, Dizionario di mitologia greca e latina, Torino, UTET, 1999, ISBN 88-02-05414-2.
- Robert Graves, I miti greci, traduzione di Elisa Morpurgo, Milano, Longanesi, 1991  [1955], ISBN 88-304-0923-5.
- Grimal, Pierre (2001). Mitologia. Garzanti.
- Mariano, Marcello (2024). I grandi miti greci: i coatti supereroi ellenici, Roma, Edizioni Efesto, ISBN 8831261053. (prima edizione 2020, Etromirror)
- Lefkowitz, M. (2008). Dèi greci, vite umane. Quel che possiamo imparare dai miti. Torino, UTET.
- Santorelli, Biagio (2024). Introduzione alla mitologia classica. Milano, Le Monnier Università, ISBN 978-88-00-86307-0
- Sena Chiesa, Gemma (a cura di) (2006). Il mito oltre il mito. Milano, Viennepierre.
- Strauss, Barry (2007). La guerra di Troia, Laterza ISBN 978-88-420-8130-2 (Edizione originale: (EN)  The Trojan War. A New History. 2006, Simon & Schuster, New York ISBN 0-7432-6441-X)
- Paul Veyne (1984). I greci hanno creduto ai loro miti ? - Società editrice il Mulino, Bologna, ISBN 88-15-10541-7

In lingua inglese
- Ackerman, Robert (1991—Reprint edition). "Introduction", Prolegomena to the Study of Greek Religion by Jane Ellen Harrison. Princeton University Press. ISBN 0-691-01514-7.
- Albala Ken G., Johnson Claudia Durst, Johnson Vernon E. (2000). "Origin of Mythology", Understanding the Odyssey. Courier Dover Publications. ISBN 0-486-41107-9.
- Algra, Keimpe (1999). "The Beginnings of Cosmology", The Cambridge Companion to Early Greek Philosophy. Cambridge University Press. ISBN 0-521-44667-8.
- Allen, Douglas (1978). "Early Methological Approaches", Structure & Creativity in Religion: Hermeneutics in Mircea Eliade's Phenomenology and New Directions. Walter de Gruyter. ISBN 90-279-7594-9.
- "Argonaut". Encyclopaedia Britannica. (2002).
- Betegh, Gábor (2004). "The Interpretation of the poet", The Derveni Papyrus. Cambridge University Press. ISBN 0-521-80108-7.
- Bonnefoy, Yves (1992). "Kinship Structures in Greek Heroic Dynasty", Greek and Egyptian Mythologies. University of Chicago Press. ISBN 0-226-06454-9.
- Bulfinch, Thomas (2003). "Greek Mythology and Homer", Bulfinch's Greek and Roman Mythology. Greenwood Press. ISBN 0-313-30881-0.
- Burn, Lucilla (1990). Greek Myths. University of Texas Press. ISBN 0-292-72748-8.
- Bushnell, Rebecca W. (2005). "Helicocentric Stoicism in the Saturnalia: The Egyptian Apollo", Medieval A Companion to Tragedy. Blackwell Publishing. ISBN 1-4051-0735-9.
- Chance, Jane (1994). "Helicocentric Stoicism in the Saturnalia: The Egyptian Apollo", Medieval Mythography. University Press of Florida. ISBN 0-8130-1256-2.
- Caldwell, Richard (1990). "The Psychoanalytic Interpretation of Greek Myth", Approaches to Greek Myth. Johns Hopkins University Press. ISBN 0-8018-3864-9.
- Calimach, Andrew (2002). "The Cultural Background", Lovers' Legends: The Gay Greek Myths. Haiduk Press. ISBN 0-9714686-0-5.
- Cartledge, Paul A. (2002). "Inventing the Past: History v. Myth", The Greeks. Oxford University Press. ISBN 0-19-280388-3.
- Cartledge, Paul A. (2004). The Spartans (translated in Greek). Livanis. ISBN 960-14-0843-6.
- Cashford, Jules (2003). "Introduction", The Homeric Hymns. Penguin Classics. ISBN 0-14-043782-7.
- Dowden, Ken (1992). "Myth and Mythology", The Uses of Greek Mythology. Routledge (UK). ISBN 0-415-06135-0.
- Dunlop, John (1842). "Romances of Chivalry", The History of Fiction. Carey and Hart.
- Edmunds, Lowell (1980). "Comparative Approaches", Approaches to Greek Myth. Johns Hopkins University Press. ISBN 0-8018-3864-9.
- "Euhemerus". Encyclopaedia Britannica. (2002).
- Foley, John Miles (1999). "Homeric and South Slavic Epic", Homer's Traditional Art. Penn State Press. ISBN 0-271-01870-4.
- Gale, Monica R. (1994). "The Cultural Background", Myth and Poetry in Lucretius. Cambridge University Press. ISBN 0-521-45135-3.
- "Greek Mythology". Encyclopaedia Britannica. (2002).
- "Greek Religion". Encyclopaedia Britannica. (2002).
- Griffin, Jasper (1986). "Greek Myth and Hesiod", The Oxford Illustrated History of Greece and the Hellenistic World edited by John Boardman, Jasper Griffin and Oswyn Murray. Oxford University Press. ISBN 0-19-285438-0.
- Grimal, Pierre (1986). "Argonauts", The Dictionary of Classical Mythology. Blackwell Publishing. ISBN 0-631-20102-5.
- Hacklin, Joseph (1994). "The Mythology of Persia", Asiatic Mythology. Asian Educational Services. ISBN 81-206-0920-4.
- Hanson Victor Davis, Heath John (1999). Who Killed Homer (translated in Greek by Rena Karakatsani). Kaktos. ISBN 960-352-545-6.
- Hard, Robin (2003). "Sources of Greek Myth", The Routledge Handbook of Greek Mythology: based on H.J. Rose's "Handbook of Greek mythology". Routledge (UK). ISBN 0-415-18636-6.
- "Heracles". Encyclopaedia Britannica. (2002).
- Jung Carl Gustav, Kerényi Karl (2001—Reprint edition). "Prolegomena", Essays on a Science of Mythology. Princeton University Press. ISBN 0-691-01756-5.
- Jung, C.J. (2002). "Troy in Latin and French Joseph of Exeter's "Ylias" and Benoît de Sainte-Maure's "Roman de Troie"", Science of Mythology. Routledge (UK). ISBN 0-415-26742-0.
- Kelly, Douglas (2003). "Sources of Greek Myth", An Outline of Greek and Roman Mythology. Douglas Kelly. ISBN 0-415-18636-6.
- Kelsey, Francis W. (1889). A Handbook of Greek Mythology. Allyn and Bacon.
- Kirk, Geoffrey Stephen (1973). "The Thematic Simplicity of the Myths", Myth. University of California Press. ISBN 0-520-02389-7.
- Klatt J. Mary, Brazouski Antoinette (1994). "Preface", Children's Books on Ancient Greek and Roman Mythology: An Annotated Bibliography. Greenwood Press. ISBN 0-313-28973-5.
- Miles, Geoffrey (1999). "The Myth-kitty", Classical Mythology in English Literature: A Critical Anthology. University of Illinois Press. ISBN 0-415-14754-9.
- Morris, Ian (2000). Archaeology As Cultural History. Blackwell Publishing. ISBN 0-631-19602-1.
- "myth". Encyclopaedia Britannica. (2002).
- Nagy, Gregory (1992). "The Hellenization of the Indo-European Poetics", Greek Mythology and Poetics. Cornell University Press. ISBN 0-8014-8048-5.
- Nilsson, Martin P. (1940). "The Religion of Eleusis", Greek Popular Religion. Columbia University Press.
- North John A., Beard Mary, Price Simon R.F. (1998). "The Religions of Imperial Rome", Classical Mythology in English Literature: A Critical Anthology. Cambridge University Press. ISBN 0-521-31682-0.
- Papadopoulou, Thalia (2005). "Introduction", Heracles and Euripidean Tragedy. Cambridge University Press. ISBN 0-521-85126-2.
- Percy, William Armostrong III (1999). "The Institutionalization of Pederasty", Pederasty and Pedagogy in Archaic Greece. Routledge (UK). ISBN 0-252-06740-1.
- Poleman, Horace I. (March 1943). "Review of "Ouranos-Varuna. Étude de mythologie comparée indo-européenne by Georges Dumezil"". "Journal of the American Oriental Society" 63 (No.1): 78-79.
- Reinhold, Meyer (October 20, 1970). "The Generation Gap in Antiquity". "Proceedings of the American Philosophical Society" 114 (No.5): 347-365.
- Rose, Herbert Jennings (1991). A Handbook of Greek Mythology. Routledge (UK). ISBN 0-415-04601-7.
- Segal, Robert A. (1991). "A Greek Eternal Child", Myth and the Polis edited by Dora Carlisky Pozzi, John Moore Wickersham. Cornell University Press. ISBN 0-8014-2473-9.
- Segal, Robert A. (April 4 1990). "The Romantic Appeal of Joseph Campbell". "Christian Century".
- Segal, Robert A. (1999). "Jung on Mythology", Theorizing about Myth. Univ of Massachusetts Press. ISBN 1-55849-191-0.
- Stoll, Heinrich Wilhelm (translated by R. B. Paul) (1852). Handbook of the religion and mythology of the Greeks. Francis and John Rivington.
- Trobe, Kala (2001). "Dionysus", Invoke the Gods. Llewellyn Worldwide. ISBN 0-7387-0096-7.
- "Trojan War". Encyclopaedia The Helios. (1952).
- "Troy". Encyclopaedia Britannica. (2002).
- "Volume: Hellas, Article: Greek Mythology". Encyclopaedia The Helios. (1952).
- Walsh, Patrick Gerald (1998). "Liberating Appearance in Mythic Content", The Nature of the Gods. Oxford University Press. ISBN 0-19-282511-9.
- Weaver, John B. (1998). "Introduction", The Plots of Epiphany. Walter de Gruyter. ISBN 3-11-018266-1.
- Winterbourne, Anthony (2004). "Spinning and Weaving Fate", When the Norns Have Spoken. Fairleigh Dickinson Univ Press. ISBN 0-8386-4048-6.
- Wood, Michael (1998). "The Coming of the Greeks", In Search of the Trojan War. University of California Press. ISBN 0-520-21599-0